# ICC Men’s T20 World Cup 2021

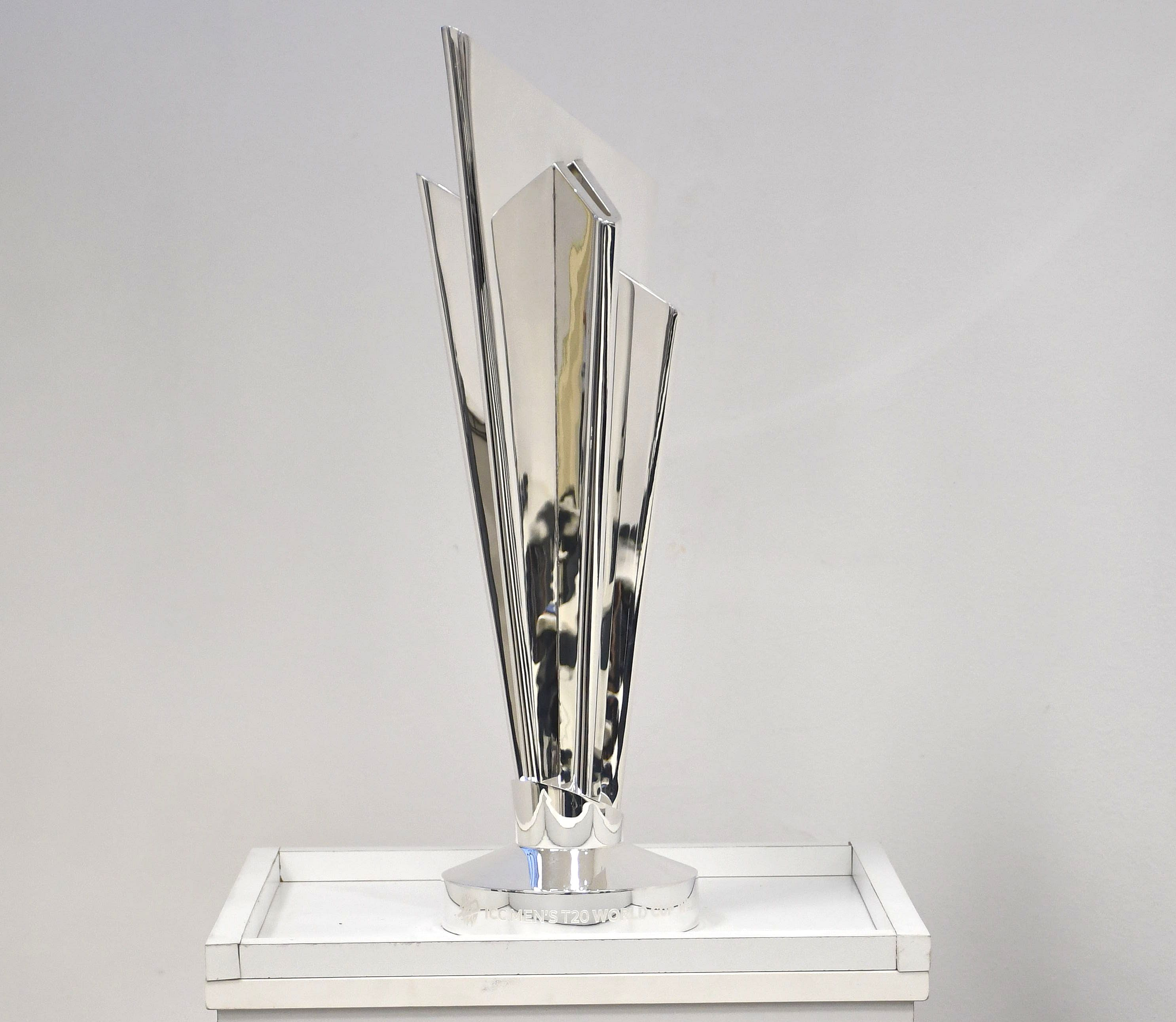
Die ICC Men’s T20 World Cup Trophy

Der ICC Men’s T20 World Cup 2021 wurde vom 17. Oktober bis zum 14. November 2021 in Oman und den Vereinigten Arabischen Emiraten ausgetragen. Es war das siebente Weltmeisterschaftsturnier im T20I-Cricket, das vom Weltverband International Cricket Council (ICC) organisiert wurde und der erste sowohl in Oman als auch in den Vereinigten Arabischen Emiraten. Nachdem das Turnier bisher als ICC World Twenty20 bezeichnet wurde, ist dieses die erste Ausgabe unter dem neuen Namen. Ursprünglich sollte das Turnier als ICC Men’s T20 World Cup 2020 vom 17. Oktober bis 15. November 2020 in Australien stattfinden, jedoch wurde Mitte Juli 2020 auf Grund der COVID-19-Pandemie eine Verschiebung um ein Jahr beschlossen. Dabei wurde das Turnier nach Indien vergeben, das auch ursprünglich das Turnier 2021 austragen sollte, und Australien für die Ausgabe 2022 vorgesehen. Aufgrund der anhaltenden Pandemie wurde das Turnier an die Vereinigten Arabischen Emirate und Oman vergeben, während Indien nomineller Gastgeber blieb. Es war der vierte aufeinanderfolgende T20 World Cup in einem asiatischen Land. Der T20 World Cup 2021 wurde fünfeinhalb Jahre nach dem vorhergehenden Turnier ausgetragen, die damals längste Pause zwischen zwei internationalen Cricketturnieren. Titelverteidiger waren die West Indies, die die World Twenty20 2016 gewannen.
16 Cricket-Nationalmannschaften nahmen am T20 World Cup 2021 teil: Die neun besten der damals zehn Test-Cricket-Länder (Australien, Bangladesch, England, Indien, Neuseeland, Pakistan, Sri Lanka, Südafrika und die West Indies), zusammen mit den Gewinnern des T20 World Cup Qualifier 2019 (Afghanistan, Irland, Namibia, die Niederlande, Oman, Papua-Neuguinea und Schottland). Während des T20 World Cup 2021 wurden 45 Spiele absolviert, darunter zwölf in der Vorrunde, 30 in der Super 12 und drei in der Finalrunde, einschließlich des Finales. Die acht besten Teams auf der T20I-Rangliste des ICC zum 31. Dezember 2018 spielten in der Super 12, während die Teams auf den niedrigeren Plätzen zusammen mit den Qualifikanten in der Vorrunde spielten. Die acht Mannschaften der Vorrunde wurden in zwei Gruppen zu je vier Teams eingeteilt, wobei jedes einmal gegen die anderen der Gruppe antrat. Die zwei besten Mannschaften jeder Gruppe qualifizierten sich für die Super 12. Dort wurden die Mannschaften in zwei Gruppen zu je sechs Teams eingeteilt, wonach die vier besten Mannschaften das Halbfinale erreichten, dessen Gewinner im Finale aufeinandertrafen. Die Mannschaften, die die Super 12 erreichten, qualifizierten sich direkt für den darauf folgenden T20 World Cup 2022 in Australien.
Australien, England, Neuseeland und Pakistan erreichten das Halbfinale. Australien besiegte Pakistan und Neuseeland England, wodurch im Finale zwei Teams aufeinandertrafen, die bisher noch keinen T20 World Cup gewinnen konnten. Außerdem war dies das erste Finale der Turniergeschichte zwischen diesen beiden ozeanischen Mannschaften und zwei Teams der südlichen Hemisphäre. Australien gewann das Finale gegen Neuseeland im Dubai International Cricket Stadium in Dubai mit acht Wickets und somit seinen ersten T20 World Cup. Zusammen mit seinen Titelgewinnen der Cricket World Cups 1987, 1999, 2003, 2007 und 2015 sowie der Champions Trophies 2006 und 2009 war dies Australiens achter internationaler Crickettitel. Der Titelverteidiger der West Indies und Südafrika schieden in der Super 12 aus. Der Mitgastgeber Oman schied in der Vorrunde aus, während sich die Vereinigten Arabischen Emirate nicht für das Turnier qualifizieren konnten.

## Vergabe
Ursprünglich wurden im Februar 2015 Australien und Neuseeland zu Gastgebern ernannt, womit es der erste T20 World Cup in beiden Ländern gewesen wäre. Das Turnier sollte vom 18. Oktober bis zum 15. November 2020 ausgetragen werden. Vor dem Finale der ICC Women’s World Twenty20 2018 kündigte der ICC an, die ICC World Twenty20 für Männer und Frauen zur Erhöhung ihres Profiles gegenüber den anderen Turnieren in anderen Cricketformaten (den Cricket World Cup im ODI-Cricket und die World Test Championship) ab 2020 in T20 World Cup umzubenennen.
Im Juli 2020, als die Durchführbarkeit des T20 World Cup 2021 wegen der weltweiten COVID-19-Pandemie überprüft wurde, schlug der damalige Vorsitzende von Cricket Australia, Earl Eddings, vor, dass Australien das Turnier im Oktober 2021 austragen könne und Indien ein Jahr später 2022. Das ICC bestätigte auch, dass Australien bzw. Indien Gastgeber der jeweiligen Turniere 2020 und 2021 bleiben sollen. Im August 2020 vergab der ICC den T20 World Cup 2021 an Indien und den T20 World Cup 2022 an Australien.
Aufgrund der COVID-19-Situation in Indien wurde der T20 World Cup 2021 in den Oman und die Vereinigten Arabischen Emirate verlegt. Indien blieb jedoch nomineller Gastgeber. Dies war das erste internationale Cricketturnier, das sowohl von Oman als auch den Vereinigten Arabischen Emirate ausgetragen wurde und das erste Turnier, das komplett in assoziierten Mitgliedern des ICC stattfand.

## Teilnehmer
Die neun besten Vollmitglieder auf der T20I-Rangliste des ICC zum 31. Dezember 2018 qualifizierten sich zusammen mit dem Gastgeber Indien automatisch für den T20 World Cup 2021. Von diesen zehn Mannschaften begannen die acht besten Mannschaften in der Super 12. Die folgenden 16 Mannschaften qualifizierten sich für die World Twenty20 2021: Afghanistan, Australien, Bangladesch, England, Indien (Gastgeber), Neuseeland, Pakistan, Sri Lanka, Südafrika und die West Indies qualifizierten sich als die besten Vollmitglieder des International Cricket Council mit Test-Cricket-Status automatisch für den T20 World Cup 2021. Irland, Namibia, die Niederlande, Oman, Papua-Neuguinea und Schottland qualifizierten sich während des T20 World Cup Qualifier 2019. Namibia und Papua-Neuguinea qualifizierten sich erstmals für den T20 World Cup. Für Papua-Neuguinea war es die erste Teilnahme an einem wichtigen Turnier des ICC überhaupt, während Namibia zuvor am Cricket World Cup 2003 teilgenommen hatte. Nachdem Simbabwe aufgrund politischer Einflussnahme auf den Verband vom International Cricket Council suspendiert wurde, konnte es nicht an der Qualifikation teilnehmen.
Im August 2021 wurden nach der Machtübernahme der Taliban in Afghanistan Zweifel zur Teilnahme der Nationalmannschaft am T20 World Cup 2021 geäußert. Der Pressesprecher der afghanischen Nationalmannschaft, Hikmat Hassan, versicherte, dass Afghanistan trotz der politischen Umwälzungen im Land am Turnier teilnehmen könne. Am 6. Oktober 2021 verließ die afghanische Mannschaft Kabul um in Doha, Katar, an einem Trainingslager für das Turnier teilzunehmen. Die afghanische Mannschaft nahm schließlich am T20 World Cup 2021 teil, wobei sie die alte Flagge Afghanistans verwendete, schwarz-rot-grüne Trikots in der Trikolore der Islamischen Republik Afghanistan trug und vor jedem Spiel die alte Nationalhymne Milli Tharana gesungen wurde.

Teilnehmende Länder des T20 World Cup 2021; insgesamt 71 Teams nahmen teil.
Gastgeber
Qualifiziert durch die T20I-Rangliste
Qualifiziert über den T20 World Cup Qualifier 2019
Im Global Qualifier gescheitert
Im Regional Qualifier gescheitert
Keine Teilnahme

| Land            | Qualifikationsgrundlage      | Turnierteilnahme | Letztmalige Teilnahme | Bestes Ergebnis               |
| --------------- | ---------------------------- | ---------------- | --------------------- | ----------------------------- |
| Indien          | Gastgeber                    | Siebte           | 2016                  | Weltmeister (2007)            |
| Afghanistan     | T20I-Rangliste des ICC       | Fünfte           | 2016                  | Super 10 (2016)               |
| Australien      | T20I-Rangliste des ICC       | Siebte           | 2016                  | Finalist (2010)               |
| Bangladesch     | T20I-Rangliste des ICC       | Siebte           | 2016                  | Hauptrunde (2007, 2014, 2016) |
| England         | T20I-Rangliste des ICC       | Siebte           | 2016                  | Weltmeister (2010)            |
| Neuseeland      | T20I-Rangliste des ICC       | Siebte           | 2016                  | Halbfinale (2007, 2016)       |
| Pakistan        | T20I-Rangliste des ICC       | Siebte           | 2016                  | Weltmeister (2009)            |
| Sri Lanka       | T20I-Rangliste des ICC       | Siebte           | 2016                  | Weltmeister (2014)            |
| Südafrika       | T20I-Rangliste des ICC       | Siebte           | 2016                  | Halbfinale (2009, 2014)       |
| West Indies     | T20I-Rangliste des ICC       | Siebte           | 2016                  | Weltmeister (2012, 2016)      |
| Irland          | T20 World Cup Qualifier 2019 | Sechste          | 2016                  | Super 8 (2009)                |
| Namibia         | T20 World Cup Qualifier 2019 | Erste            | –                     | Debüt                         |
| Niederlande     | T20 World Cup Qualifier 2019 | Vierte           | 2014                  | Super 10 (2014)               |
| Oman            | T20 World Cup Qualifier 2019 | Zweite           | 2016                  | Vorrunde (2016)               |
| Papua-Neuguinea | T20 World Cup Qualifier 2019 | Erste            | –                     | Debüt                         |
| Schottland      | T20 World Cup Qualifier 2019 | Vierte           | 2016                  | Vorrunde (2007, 2009, 2016)   |

## Stadien
Am 17. April 2021 schlug das Board of Control for Cricket in India (BCCI) dem International Cricket Council mögliche Gastgeberstädte für den T20 World Cup 2021 vor. Auf dieser Liste waren Bengaluru, Chennai, Dharamsala, Hyderabad, Kolkata, Lucknow, Mumbai und Neu-Delhi sowie Ahmedabad als Austragungsort des Finales. Am 18. April 2021 wurde angekündigt, dass Pakistan zwei seiner Gruppenspiele in Delhi spielen sollte, während Mumbai und Kolkata Austragungsorte der Halbfinals sein sollten. Am. 28. Juni 2021 bestätigte der damalige Vorsitzende des BCCI, Sourav Ganguly, das der Verband aufgrund der COVID-19-Situation im Land den ICC offiziell ersucht habe, das Turnier in die Vereinigten Arabischen Emirate zu verlegen. Einige Spiele der Vorrunde sollten auch in Oman ausgetragen werden. Am 29. Juni 2021 bestätigte der ICC die Verlegung des Turnieres nach Oman und die Vereinigten Arabischen Emirate. Während des Turnieres wurden vier Stadien verwendet: das Dubai International Cricket Stadium, das Sharjah Cricket Association Stadium, das Sheikh Zayed Cricket Stadium und der Oman Cricket Academy Ground. Im Juli 2021 wartete das Tolerance Oval in Abu Dhabi ebenfalls auf Zulassung seitens des ICC für das Turnier.
Während des Turnieres wurden drei emiratische und ein omanisches Stadion verwendet. Insgesamt 45 Spiele wurden während des T20 World Cup 2021 absolviert, davon zwei Halbfinals und das Finale. Aufgrund der weltweiten COVID-19-Pandemie war während des Turniers die Zuschauerzahl auf 70 % der Kapazität beschränkt.
| Abu Dhabi |

| Dubai |

| Dubai (ICCA) |

| Sharjah |

| Abu Dhabi |

| Dubai |

| Dubai (ICCA) |

| Sharjah |

| \| Maskat \|                                   |
| Austragungsorte des T20 World Cup 2021 in Oman |
| Maskat                                         |

| Maskat |

## Format
Der T20 World Cup 2021 wurde über 29 Tage zwischen 16 verschiedenen Mannschaften über 45 Spiele ausgetragen. Er begann am 17. Oktober 2021 im Oman Cricket Academy Ground in Maskat, Oman, mit dem Eröffnungsspiel zwischen dem Mitgastgeber Oman und Papua-Neuguinea. Das Turnier endete am 14. November im Dubai International Cricket Stadium in Dubai, Vereinigte Arabische Emirate, mit dem Finale zwischen Australien und Neuseeland, wobei Australien den T20 World Cup 2021 gewann.

### Spielplan
Die nachfolgende Tabelle zeigt das tägliche Programm des T20 World Cup 2021. Dabei steht ein violettes Kästchen für Vorrundenspiele, ein zyanblaues Kästchen für die Super 12, ein grünes Kästchen für Finalrundenspiele und ein gelbes Kästchen für das Finale.
| Gruppe A                  |         | 2       |         | 2       |         | 2       |         |         |         |        |        |        |        |        |        |        |        |
| Gruppe B                  | 2       |         | 2       |         | 2       |         |         |         |         |        |        |        |        |        |        |        |        |
| Super 12 Oktober/November | Sa. 23. | So. 24. | Mo. 25. | Di. 26. | Mi. 27. | Do. 28. | Fr. 29. | Sa. 30. | So. 31. | Mo. 1. | Di. 2. | Mi. 3. | Do. 4. | Fr. 5. | Sa. 6. | So. 7. | Mo. 8. |
| Gruppe 1                  | 2       | 1       |         | 1       | 1       | 1       | 1       | 2       |         | 1      | 1      |        | 2      |        | 2      |        |        |
| Gruppe 2                  |         | 1       | 1       | 1       | 1       |         | 1       |         | 2       |        | 1      | 2      |        | 2      |        | 2      | 1      |
| Finalrunde November       | Di. 9.  | Mi. 10. | Do. 11. | Fr. 12. | Sa. 13. | So. 14. |         |         |         |        |        |        |        |        |        |        |        |
| Finalrunde                |         | 1       | 1       |         |         | 1       |         |         |         |        |        |        |        |        |        |        |        |

### Turniermodus
Die beiden Mannschaften, die zum Stichtag in der ICC T20I Championship den neunten und zehnten Platz belegten und die Qualifikanten trugen zunächst in zwei Vierergruppen aufgeteilt die Vorrunde aus, in der jeweils jeder gegen jeden spielte. Die jeweils zwei Bestplatzierten einer Gruppe qualifizierten sich für die Super 12, wo auch die acht Bestplatzierten der Weltrangliste ins Turnier einstiegen. Dort spielten die zwölf Mannschaften in zwei Sechsergruppen, jeweils jeder gegen jeden. Die jeweiligen beiden Gruppenbesten qualifizierten sich dann für das Halbfinale, deren Sieger dann das Finale austrugen.

### Vorrunde und Super 12
Der T20 World Cup 2021 wurde zwischen 16 Nationalmannschaften ausgespielt. Für die Vorrunde wurden die sechs Qualifikanten und die beiden schlechtplatziertesten Testnationen auf der T20I-Rangliste zum 31. Dezember 2018 in zwei Gruppen zu je vier Mannschaften eingeteilt. In welche Gruppe jede Mannschaft eingeteilt wurde, wurde in der Auslosung festgelegt. Jede Mannschaft bestritt ein Spiel gegen jede andere seiner Gruppe. Für einen Sieg gab es zwei Tabellenpunkte, für ein Unentschieden oder No Result einen Punkt, für eine Niederlage keinen Punkt. Im Falle eines Unentschiedens (d. h. wenn beide Mannschaften dieselben Anzahl Runs am Ende ihrer jeweiligen Innings erzielt hatten), wurde das Spiel durch ein Super Over entschieden. Dies galt für alle Phasen des Turnieres. Hatten zwei Mannschaften dieselbe Anzahl an Tabellenpunkten, wurde der Tabellenrang anhand der Net Run Rate, gefolgt von der Net Bowl Rate und dem direkten Vergleich ermittelt.
Am Ende der Vorrunde qualifizierten sich die jeweils beiden Besten einer Gruppe für die Super-12-Runde. In dieser wurden die zwölf Mannschaften in zwei Gruppen zu je sechs Teams aufgeteilt, wobei jedes einmal gegen jedes andere der Gruppe antrat. Die Qualifikation erfolgte anhand derselben Kriterien wie in der Vorrunde.

### Finalrunde
Ab dieser Phase nahm das Turnier ein K.-o.-System an, für das sich die jeweils besten beiden Mannschaften einer Gruppe qualifizierten.

### Einfluss auf die T20-World-Cup-Qualifikation 2022
Die elf besten Mannschaften des T20 World Cup 2021 (zusammen mit dem Gastgeber 2022 Australien) qualifizierten sich direkt für den darauf folgenden T20 World Cup 2022 in Australien. Diese waren Afghanistan, Bangladesch, England, Indien, Namibia, Neuseeland, Pakistan, Schottland, Sri Lanka, Südafrika und die West Indies.

## Umpires und Match referees
Während des Turnieres wurden 16 Umpires und vier Match referees eingesetzt.

### Umpires
| - Paul Reiffel (Australien) - Rod Tucker (Australien) - Paul Wilson (Australien) - Michael Gough (England) - Richard Illingworth (England) - Richard Kettleborough (England) - Nitin Menon (Indien) - Chris Brown (Neuseeland) | - Chris Gaffaney (Neuseeland) - Aleem Dar (Pakistan) - Ahsan Raza (Pakistan) - Langton Rusere (Simbabwe) - Kumar Dharmasena (Sri Lanka) - Marais Erasmus (Südafrika) - Adrian Holdstock (Südafrika) - Joel Wilson (West Indies) |

### Match referees
| - David Boon (Australien) - Javagal Srinath (Indien) | - Jeff Crowe (Neuseeland) - Ranjan Madugalle (Sri Lanka) |

## Kaderlisten
Die Mannschaften benannten die folgenden Kader vor dem Turnier.
| Twenty20 | Twenty20 | Twenty20 | Twenty20 |
| Afghanistan | Australien | Bangladesch | England |
| --- | --- | --- | --- |
| - Mohammad Nabi (K) - Qais Ahmed - Asghar Afghan - Fareed Ahman - Usman Ghani - Rahmanullah Gurbaz (wk) - Hamid Hassan - Karim Janat - Rashid Khan - Gulbadin Naib - Hashmatullah Shahidi - Mohammad Shahzad (wk) - Naveen-ul-Haq - Mujeeb Ur Rahman - Najibullah Zadran - Hazratullah Zazai | - Aaron Finch (K) - Pat Cummins (VK) - Ashton Agar - Josh Hazlewood - Josh Inglis (wk) - Mitchell Marsh - Glenn Maxwell - Kane Richardson - Steve Smith - Mitchell Starc - Marcus Stoinis - Mitchell Swepson - Matthew Wade (wk) - David Warner - Adam Zampa                                  | - Mahmudullah (K) - Afif Hossain - Litton Das (wk) - Mahedi Hasan - Mohammad Naim - Mohammad Saifuddin - Mushfiqur Rahim (wk) - Mustafizur Rahman - Nasum Ahmed - Nurul Hasan (wk) - Shakib Al Hasan - Shamim Hossain - Shoriful Islam - Soumya Sarkar - Taskin Ahmed                | - Eoin Morgan (K) - Jos Buttler (VK, wk) - Moeen Ali - Jonny Bairstow (wk) - Sam Billings (wk) - Tom Curran - Chris Jordan - Liam Livingstone - Dawid Malan - Tymal Mills - Adil Rashid - Jason Roy - David Willey - Chris Woakes - Mark Wood                                             |
| Indien | Irland | Namibia | Niederlande |
| - Virat Kohli (K) - Rohit Sharma (VK) - Ravichandran Ashwin - Jasprit Bumrah - Rahul Chahar - Varun Chakravarthy - Ravindra Jadeja - Ishan Kishan (wk) - Bhuvneshwar Kumar - Rishabh Pant (wk) - Axar Patel - KL Rahul - Hardik Pandya - Mohammed Shami - Shardul Thakur - Suryakumar Yadav  | - Andrew Balbirnie (K) - Mark Adair - Curtis Campher - Gareth Delany - George Dockrell - Josh Little - Andy McBrine - Barry McCarthy - Kevin O'Brien - Neil Rock (wk) - Simi Singh - Paul Stirling - Harry Tector - Lorcan Tucker (wk) - Ben White - Craig Young                              | - Gerhard Erasmus (K) - JJ Smit (VK) - Stephan Baard - Karl Birkenstock - Michiel du Preez (wk) - Jan Frylinck - Zane Green (wk) - Jan Nicol Loftie-Eaton - Bernard Scholtz - Ben Shikongo - Ruben Trumpelmann - Michael van Lingen - David Wiese - Craig Williams - Pikky Ya France | - Pieter Seelaar (K) - Colin Ackermann (VK) - Philippe Boissevain - Ben Cooper - Scott Edwards (wk) - Brandon Glover - Fred Klaassen - Bas de Leede - Stephan Myburgh - Max O’Dowd - Ryan ten Doeschate - Logan van Beek - Timm van der Gugten - Roelof van der Merwe - Paul van Meekeren |
| Neuseeland | Oman | Pakistan | Papua-Neuguinea |
| - Kane Williamson (K) - Tim Southee (VK) - Todd Astle - Trent Boult - Mark Chapman - Devon Conway - Lockie Ferguson - Martin Guptill - Kyle Jamieson - Daryl Mitchell - James Neesham - Glenn Phillips (wk) - Tim Seifert (wk) - Mitchell Santner - Ish Sodhi                                | - Zeeshan Maqsood (K) - Aqib Ilyas (VK) - Khawar Ali - Fayyaz Butt - Nestor Dhamba - Sandeep Goud - Kaleemullah - Ayaan Khan - Bilal Khan - Suraj Kumar (wk) - Naseem Khushi - Sufyan Mehmood - Mohammad Nadeem - Khurram Nawaz - Jatinder Singh                                              | - Babar Azam (K) - Shadab Khan (VK) - Asif Ali - Fakhar Zaman - Haider Ali - Hasan Ali - Haris Rauf - Imad Wasim - Mohammad Hafeez - Mohammad Nawaz - Mohammad Riswan (wk) - Mohammad Wasim Jr - Sarfaraz Ahmed (wk) - Shaheen Afridi - Sohaib Malik                                 | - Assad Vala (K) - Charles Amini - Simon Atai (wk) - Sese Bau - Kiplin Doriga (wk) - Jack Gardner - Hiri Hiri - Jason Kila - Kabua Morea - Nosaina Pokana - Damien Ravu - Lega Siaka - Chad Soper - Gaudi Toka - Tony Ura - Norman Vanua                                                  |
| Schottland | Sri Lanka | Südafrika | West Indies |
| - Kyle Coetzer (K) - Richie Berrington (VK) - Dylan Budge - Matthew Cross (wk) - Josh Davey - Alasdair Evans - Chris Greaves - Michael Leask - Calum MacLeod - George Munsey - Safyaan Sharif - Hamza Tahir - Craig Wallace (wk) - Mark Watt - Brad Wheal                                    | - Dasun Shanaka (K) - Dhananjaya de Silva (VK) - Charith Asalanka - Dinesh Chandimal (wk) - Dushmantha Chameera - Avishka Fernando - Binura Fernando - Wanindu Hasaranga - Chamika Karunaratne - Lahiru Kumara - Pathum Nissanka - Kusal Perera (wk) - Bhanuka Rajapaksa - Maheesh Theekshana | - Temba Bavuma (K) - Quinton de Kock (wk) - Bjorn Fortuin - Reeza Hendricks - Heinrich Klaasen (wk) - Keshav Maharaj - Aiden Markram - David Miller - Wiaan Mulder - Lungi Ngidi - Anrich Nortje - Dwaine Pretorius - Kagiso Rabada - Tabraiz Shamsi - Rassie van der Dussen         | - Kieron Pollard (K) - Nicholas Pooran (VK, wk) - Fabian Allen - Dwayne Bravo - Roston Chase - Andre Fletcher (wk) - Chris Gayle - Shimron Hetmyer - Evin Lewis - Obed McCoy - Ravi Rampaul - Andre Russell - Lendl Simmons - Oshane Thomas - Hayden Walsh Jr.                            |

## Aufwärmspiele
Um sich an die Bedingungen anzupassen, vereinbarten mehrere Teams Aufwärmspiele vor Beginn ihrer Turnierteilnahme. Hinzu kamen Turniere im Oman im Rahmen der ICC Cricket World Cup League 2 2019–2023, eine Tour Irlands in den Vereinigten Arabischen Emiraten sowie weitere Spiele, die unter der Bezeichnung T20 Summer Bash 2021 in Dubai stattfanden.
| 12. Oktober Scorecard | Abu Dhabi (SZSN 2) | Papua-Neuguinea 96-8 (20)    | – | Irland 99-2 (16.4) |
|                       |                    | Irland gewinnt mit 8 Wickets |   |                    |

| 12. Oktober Scorecard | Abu Dhabi (TO) | Bangladesch 147-7 (20)          | – | Sri Lanka 148-6 (19) |
|                       |                | Sri Lanka gewinnt mit 4 Wickets |   |                      |

| 12. Oktober Scorecard | Dubai (TSS) | Oman 152-8 (20)          | – | Namibia 120-9 (20) |
|                       |             | Oman gewinnt mit 32 Runs |   |                    |

| 12. Oktober Scorecard | Dubai (TSS) | Schottland 122-6 (20)          | – | Niederlande 91 (17.5) |
|                       |             | Schottland gewinnt mit 31 Runs |   |                       |

| 14. Oktober Scorecard | Abu Dhabi (SZSN 2) | Irland 177-3 (20)          | – | Bangladesch 144 (20) |
|                       |                    | Irland gewinnt mit 33 Runs |   |                      |

| 14. Oktober Scorecard | Abu Dhabi (TO) | Sri Lanka 162-5 (20)          | – | Papua-Neuguinea 123-7 (20) |
|                       |                | Sri Lanka gewinnt mit 39 Runs |   |                            |

| 14. Oktober Scorecard | Dubai (IAG) | Schottland 203-7 (20)          | – | Namibia 184-5 (20) |
|                       |             | Schottland gewinnt mit 19 Runs |   |                    |

| 14. Oktober Scorecard | Dubai (IAG 2) | Niederlande 165-4 (20)         | – | Oman 161-8 (20) |
|                       |               | Niederlande gewinnt mit 4 Runs |   |                 |

| 18. Oktober Scorecard | Abu Dhabi (SZSN 2) | Südafrika 145-5 (20)          | – | Afghanistan 104-8 (20) |
|                       |                    | Südafrika gewinnt mit 41 Runs |   |                        |

| 18. Oktober Scorecard | Dubai (IAG 2) | West Indies 130-7 (20)         | – | Pakistan 131-3 (15.3) |
|                       |               | Pakistan gewinnt mit 7 Wickets |   |                       |

| 18. Oktober Scorecard | Abu Dhabi (TO) | Neuseeland 158-7 (20)            | – | Australien 159-7 (19.5) |
|                       |                | Australien gewinnt mit 3 Wickets |   |                         |

| 18. Oktober Scorecard | Dubai (IAG) | England 188-5 (20)           | – | Indien 192-3 (19) |
|                       |             | Indien gewinnt mit 7 Wickets |   |                   |

| 20. Oktober Scorecard | Abu Dhabi (SZSN 2) | England 163-6 (20)          | – | Neuseeland 150 (19.2) |
|                       |                    | England gewinnt mit 13 Runs |   |                       |

| 20. Oktober Scorecard | Dubai (IAG) | Australien 152-5 (20)        | – | Indien 153-2 (17.5) |
|                       |             | Indien gewinnt mit 8 Wickets |   |                     |

| 20. Oktober Scorecard | Abu Dhabi (SZSN 2) | Pakistan 186-6 (20)             | – | Südafrika 190-4 (20) |
|                       |                    | Südafrika gewinnt mit 6 Wickets |   |                      |

| 20. Oktober Scorecard | Dubai (IAG) | Afghanistan 189-5 (20)          | – | West Indies 133-5 (20) |
|                       |             | Afghanistan gewinnt mit 56 Runs |   |                        |

## Vorrunde
Die Gruppenzuordnungen wurden am 28. Januar 2019 bekanntgegeben. Eine erneute Gruppenauslosung wurde am 16. Juli 2021 bekanntgegeben. Darüber sollen die Mannschaften im Vorfeld nicht informiert worden sein und unter anderem Namibia, die Niederlande und Irland äußerten ihren Unmut.
Als schlechteste Qualifikanten über die Weltrangliste mussten Bangladesch und Sri Lanka die Vorrunde bestreiten. Die jeweils beiden bestplatzierten einer Gruppe qualifizierten sich für die Super 12 Runde und direkt für den darauf folgenden T20 World Cup 2022. Die Gruppenbekanntgabe fand am 2. November 2019 statt. Ursprünglich war geplant, dass Bangladesch und Sri Lanka, sollten sie sich qualifizieren automatisch die Positionen A1 und B1 erhielte, unabhängig davon, welche Platzierung sie in der Gruppe erreichen würden. Während des Turniers jedoch änderte der Weltverband die Regeln und entschied, dass die erstplatzierte Mannschaft jeweils auch den A1 bzw. B1 Platz erhält.

### Gruppe A
Tabelle
| Gruppe A    | Sp. | S | N | NR | P | NRR    |
| ----------- | --- | - | - | -- | - | ------ |
| Sri Lanka   | 3   | 3 | 0 | 0  | 6 | +3.754 |
| Namibia     | 3   | 2 | 1 | 0  | 4 | –0.523 |
| Irland      | 3   | 1 | 2 | 0  | 2 | –0.853 |
| Niederlande | 3   | 0 | 3 | 0  | 0 | –2.460 |

Spiele
| 18. Oktober Scorecard | Abu Dhabi | Niederlande 106 (20)         | – | Irland 107-3 (15.1) |
|                       |           | Irland gewinnt mit 7 Wickets |   |                     |

Die Niederlande gewann den Münzwurf und entschied sich, als Schlagmannschaft zu beginnen. Von den Eröffnungs-Battern der Niederländer konnte sich Max O’Dowd etablieren, während seine Partner früh ihre Wickets verloren. Im zehnten Over beim Stand von 51/2 konnte Curtis Campher vier Wickets in vier Bällen, ein Double-Hattrick, erzielen. Daraufhin kam Kapitän Pieter Seelaar ins Spiel und konnte es stabilisieren. Nach einem Half-Century über 51 Runs schied O‘Dowd im 17. Over aus. Seelaar verlor drei Bälle vor Schluss nach 21 Runs sein Wicket und die verbliebenen zwei Wickets fielen in den letzten beiden Bällen, als Mark Adair einen weiteren Hattrick erzielte. Bester Bowler für Irland war Campher der 4 Wickets für 26 Runs erzielte. Für Irland begann Paul Stirling und nachdem seine Partner zwei Wickets verloren konnte er mit Gareth Delany eine Partnerschaft über 59 Runs aufbauen. Nachdem Delany nach 44 Runs ausschied beendete Stirling mit Campher das Spiel im 14. Over, nachdem er 30* Runs erzielte. Die Niederländischen Wickets wurden durch Fred Klaassen, Brandon Glover und Pieter Seelaar erzielt. Als Spieler des Spiels wurde Curtis Campher ausgezeichnet.
| 18. Oktober Scorecard | Abu Dhabi | Namibia 96 (19.3)               | – | Sri Lanka 100-3 (13.3) |
|                       |           | Sri Lanka gewinnt mit 7 Wickets |   |                        |

Sri Lanka gewann den Münzwurf und entschied sich, als Feldmannschaft zu beginnen. Nachdem für Namibia die beiden Eröffnungs-Batter ausgeschieden waren, konnten Craig Williams und Kapitän Gerhard Erasmus mit 29 bzw. 20 Runs ihr Team ins Spiel bringen. Als beide im 13. und 14. Over ausschieden war von den verbliebenen Battern nur noch JJ Smit der mit 12 Runs ein zweistelliges Ergebnis erzielen konnte, bevor Namibia all seine Wickets verlor. Bester Bowler für Sri Lanka war Maheesh Theekshana der 3 Wickets für 25 Runs erzielte. In seiner Antwort verlor Sri Lanka zunächst früh drei Wickets, bevor Avishka Fernando und Bhanuka Rajapaksa die mit einer Partnerschaft von 74 Runs (Fernando 30* Runs, Rajapaksa 42* Runs) die Vorgabe Namibias im 14. Over einholten. Die Wickets für Namibia erzielten Ruben Trumpelmann, Bernard Scholtz und JJ Smit. Als Spieler des Spiels wurde Maheesh Theekshana ausgezeichnet.
| 20. Oktober Scorecard | Abu Dhabi | Niederlande 164-4 (20)        | – | Namibia 166-4 (19) |
|                       |           | Namibia gewinnt mit 6 Wickets |   |                    |

Namibia gewann den Münzwurf und entschied sich, als Feldmannschaft zu beginnen. Für die Niederlande begannen Max O‘Dowd und Stephen Myburgh als Eröffnungs-Batter. Myburgh verlor nach 17 Runs sein Wicket, bevor sich an der Seite von O‘Dowd Colin Ackermann etablieren konnte und diese zusammen eine Partnerschaft über 82 Runs erzielten. Als Ackermann im 18. Over nach 35 Runs ausschied, wurde er durch Scott Edwars ersetzt. O‘Dowd verlor sein Wicket im letzten Over und hatte zu diesem Zeitpunkt ein Half-Century über 70 Runs erzielt, während Edwards mit 21* Runs das Innings beendete. Bester Bowler Namibias war Jan Frylinck mit 2 Wickets für 36 Runs. Für Namibia starteten Stephan Baard und Zane Green. Green verlor nach 15 Runs sein Wicket und wurde durch Craig Williams ersetzt, der 11 erzielte. Nachdem Baard nach 19 Runs sein Wicket verlor, war es die Partnerschaft über 93 Runs zwischen Kapitän Gerhard Erasmus und David Wiese die Namibia heranbrachte. Erasmus verlor sein Wicket im 17. Over nach 32 Runs und Wiese konnte zusammen mit JJ Smit, der 14 Runs erzielte, den Sieg mit seinem Fifty über 66* Runs sicherstellen. Als Spieler des Spiels wurde David Wiese ausgezeichnet.
| 20. Oktober Scorecard | Abu Dhabi | Sri Lanka 171-7 (20)          | – | Irland 101 (18.3) |
|                       |           | Sri Lanka gewinnt mit 70 Runs |   |                   |

Irland gewann den Münzwurf und entschied sich, als Feldmannschaft zu beginnen. Für Sri Lanka konnte sich Eröffnungs-Batter Pathum Nissanka als erstes etablieren, jedoch verloren seine Partner schnell ihre Wickets. Erst Wanindu Hasaranga konnte es Nassika gleich tun und so erzielten sie eine Partnerschaft über 123 Runs. Nachdem Hasaranga nach einem Fifty über 71 Runs ausschied, konnte Dasun Shanaka sich zu Nassika gesellen. Nassika schied im vorletzten Over nach einem Half-Century über 61 Runs aus, während Shanaka mit seinen 21* Runs bis zum Ende im Spiel blieb. Bester irischer Bowler war Josh Little mit 4 Wickets für 23 Runs. Irland verlor früh seine Eröffnungs-Batter und erst Kapitän Andrew Balbirnie konnte sich als dritter Schlagmann etablieren. Zu ihm gesellte sich Curtis Campher, der 24 Runs erzielte. Nach dessen ausscheiden im 13 Over konnte sich keiner seiner Nachfolger mehr lange im Spiel halten und als Balbirnie sein Wicket im 16. Over nach 41 Runs verlor, lag Irland schon weit davon entfernt das vorgegebene Ziel zu erreichen. Im Vorletzten Over verloren sie dann ihr letztes Wicket und Sri Lanka qualifizierte sich damit für die Super-12-Runde. Bester Bowler Sri Lankas war Maheesh Theekshana der 3 Wickets für 17 Runs erzielte. Als Spieler des Spiels wurde Wanindu Hasaranga ausgezeichnet.
| 22. Oktober Scorecard | Sharjah | Irland 125-8 (20)             | – | Namibia 126-2 (18.1) |
|                       |         | Namibia gewinnt mit 8 Wickets |   |                      |

Irland gewann den Münzwurf und entschied sich, als Schlagmannschaft zu beginnen. Für Irland begannen Paul Stirling und Kevin O'Brien als Eröffnungs-Batter. Stirling verlor nach 38 Runs sein Wicket und wurde durch Kapitän Andrew Balbirnie ersetzt. Als O'Brien im neunten Over beim Stand von 67/2 sein Wicket nach 25 Runs verlor, gelang es keinen seiner Nachfolger mehr sich zu etablieren. Balbirnie erzielte 21 Runs bis zu seinem ausscheiden im elften Over, jedoch gelang es keinem anderen Spieler mehr zweistellige Run-Zahlen zu erzielen. So machte Irland nach 20 Overn Namibia eine Vorgabe von 126 Runs. Bester namibischer Bowler war Jan Frylinck mit 3 Wickets für 21 Runs. Für Namibia eröffneten Craig Williams und Zane Green. Williams wurde nach 15 Runs durch Kapitän Gerhard Erasmus ersetzt. Green verlor im 14. Over nach 24 Runs sein Wicket und so kam David Wiese für ihn ins Spiel. Erasmus und Wiese konnten dann im vorletzten Over die Vorgabe durch Irland einholen, wobei Erasmus ein Half-Century über 53 Runs erzielte und Wiese 28 Runs aus 14 Bällen holen konnte. Die beiden Wickets erzielte Curtis Campher für 14 Runs. Als Spieler des Spiels wurde David Wiese ausgezeichnet.
| 22. Oktober Scorecard | Sharjah | Niederlande 44 (10)             | – | Sri Lanka 45-2 (7.1) |
|                       |         | Sri Lanka gewinnt mit 8 Wickets |   |                      |

Sri Lanka gewann den Münzwurf und entschied sich, als Feldmannschaft zu beginnen. Für die Niederlande gelang es keinem Spieler, sich zu etablieren. Bester Batter war Colin Ackermann der 11 Runs erzielte, und so hatte das Team nach 44 Runs im zehnten Over all seine Wickets verloren. Beste Bowler für Sri Lanka waren mit jeweils 3 Wickets Lahiru Kumara für 7 Runs und Wanindu Hasaranga für 9 Runs. Für Sri Lanka war es Kusal Perera der mit 33* Runs fast im Alleingang die Vorgabe der Niederländer im achten Over einholte. Die beiden Wickets für die Niederlande erzielten Brandon Glover und Paul van Meekeren. Als Spieler des Spiels wurde Lahiru Kumara ausgezeichnet.

### Gruppe B
Tabelle
| Gruppe B        | Sp. | S | N | NR | P | NRR    |
| --------------- | --- | - | - | -- | - | ------ |
| Schottland      | 3   | 3 | 0 | 0  | 6 | +0.775 |
| Bangladesch     | 3   | 2 | 1 | 0  | 4 | +1.733 |
| Oman            | 3   | 1 | 2 | 0  | 2 | –0.025 |
| Papua-Neuguinea | 3   | 0 | 3 | 0  | 0 | –2.655 |

Spiele
| 17. Oktober Scorecard | Maskat | Papua-Neuguinea 129-9 (20)  | – | Oman 131-0 (13.4) |
|                       |        | Oman gewinnt mit 10 Wickets |   |                   |

Oman gewann den Münzwurf und entschied sich, als Feldmannschaft zu beginnen. Nachdem Papua-Neuguinea früh seine Eröffnungs-Batter verlor, konnte sich Kapitän Assad Vala und Charles Amini etablieren. In ihren zehn gemeinsamen Overn erzielten sie ein Partnership über 81 Runs. Nachdem Amini im zwölften Over nach 37 Runs ausschied, blieb Vala noch drei Over im Spiel und erzielte mit 56 Runs ein Half-Century. Im darauffolgenden Over verloren drei Spieler Papua-Neuguineas durch Zeeshan Maqsood ihr Wicket und so konnte sich keiner ihrer Spieler mehr etablieren und man beendete das Innings mit 129 Runs. Bester Bowler von Oman war Maqsood mit vier Wickets für 20 Runs. In der Antwort von Oman konnten die beiden Eröffnungs-Batter Aqib Ilyas und Jatinder Singh das vorgegebene Ziel ohne Verlust ihrer Wickets im 14. Over erreichen. Beide erzielten ein Half-Century, Singh mit 73* und Ilyas mit 50* Runs. Als Spieler des Spiels wurde Zeeshan Maqsood ausgezeichnet.
| 17. Oktober Scorecard | Maskat | Schottland 140-9 (20)         | – | Bangladesch 134-7 (20) |
|                       |        | Schottland gewinnt mit 6 Runs |   |                        |

Bangladesch gewann den Münzwurf und entschied sich, als Feldmannschaft zu beginnen. Für Schottland konnte sich Eröffnungs-Batter George Munsey als erstes etablieren und 29 Runs erzielen. Nachdem dieser im achten Over ausschied und man im elften Over zwei weitere Wickets verlor, waren es Chris Greaves und Mark Watt, die eine Partnerschaft über 51 Runs formen konnten. Watt erzielte 22 Runs und Greaves schied im letzten Over mit 45 Runs aus und Schottland setzte Bangladesch damit ein Ziel von 141 Runs. Bester Bowler für Bangladesch war Mahedi Hasan mit 3 Wickets für 19 Runs. Bangladesch verlor früh seine beiden Eröffnungs-Batter und es waren Shakib Al Hasan und Mushfiqur Rahim, die mit einer Partnerschaft über 47 Runs das Team im Spiel hielten. Al Hasan verlor sein Wicket nach 20 Runs im zwölften Over und wurde durch Kapitän Mahmudullah ersetzt. Rahim erzielte 38 Runs und der für ihn hereinkommende Afif Hossain 18 weitere. Dennoch reichten die bis zu seinem Ausscheiden im vorletzten Over 23 Runs von Mahmudullah nicht, Schottland einzuholen. Bester Bowler für Schottland war Brad Wheal mit 3 Wickets für 24 Runs. Als Spieler des Spiels wurde Chris Greaves ausgezeichnet.
| 19. Oktober Scorecard | Maskat | Schottland 165-9 (20)          | – | Papua-Neuguinea 148 (19.3) |
|                       |        | Schottland gewinnt mit 17 Runs |   |                            |

Schottland gewann den Münzwurf und entschied sich, als Schlagmannschaft zu beginnen. Nachdem die Eröffnungs-Batter nach 26 Runs im vierten Over ausgeschieden waren es Matthew Cross und Richie Berrington die Schottland ins Spiel brachten. Nach einer Partnerschaft über 92 Runs schied Cross mit 45 Runs aus. Berrington konnte bis zum vorletzten Over im Spiel bleiben und schied nach einem Half-Century über 70 Runs aus. Nachdem sie fünf Wickets in den letzten zwei Over stellten sie Papua-Neuguinea ein Ziel von 166 Runs. Die besten Bowler für Papua-Guinea waren Kabua Morea mit 4 Wickts für 31 Runs und Chad Soper mit 3 Wickets für 24 Runs. Papua-Neuguinea verlor früh seine Eröffnungs-Batter und Kapitän Assad Vala konnte 18 Runs erzielen. Als fünfter Schlagmann kam Sese Bau hinein, der mit seinen 24 Runs das Spiel zusammen mit Norman Vanua, der 47 Runs erzielte, stabilisierte. Nachdem Bau ausschied, fügten Kiplin Doriga 18 und Chad Soper 16 Runs hinzu, was jedoch nicht ausreichte um das Ziel zu erreichen. Im letzten Over verloren sie ihr letztes Wicket und hatten dabei einen Rückstand von 17 Runs. Als Spieler des Spiels wurde Richie Berrington ausgezeichnet.
| 19. Oktober Scorecard | Maskat | Bangladesch 153 (20)            | – | Oman 127-9 (20) |
|                       |        | Bangladesch gewinnt mit 26 Runs |   |                 |

Bangladesch gewann den Münzwurf und entschied sich, als Schlagmannschaft zu beginnen. Eröffnungs-Batter Mohammad Naim konnte sich etablieren und fand in Shakib Al Hasan jemanden, mit dem er eine 80-Run-Partnerschaft erzielen konnte. Nachdem Al Hasan nach 42 Runs im 14. Over ausgeschieden war, verlor auch Naim im 16. Over nach einem Fifty über 64 Runs sein Wicket. Von den verbliebenen Batsman konnte nur noch Kapitän Mahmudullah mit 17 Runs eine zweistellige Run-Zahl hinzufügen. Beste Bowler für Oman waren mit jeweils 3 Wickets Bilal Khan für 18 Runs und Fayyaz Butt für 30 Runs. Oman konnte zunächst mit Eröffnungs-Schlagmann Jatinder Singh und Kashyap Prajapati einen guten Start erzielen. Prajapati verlor im sechsten Over mit 21 Runs sein Wicket und wurde durch Kapitän Zeeshan Maqsood abgelöst, der 12 Runs erzielte. Nachdem Singh nach 40 Runs sein Wicket verlor, war nur noch Mohammad Nadeem mit 14* Runs in der Lage einen zweistelligen Beitrag zu leisten und das Team verfehlte die Vorgabe durch Bangladesch mit 26 Runs. Beste Bowler für Bangladesch waren Mustafizur Rahman mit 4 Wickets für 36 Runs uns Shakib Al Hasan mit 3 Wickets für 28 Runs. Als Spieler des Spiels wurde Shakib Al Hasan ausgezeichnet.
| 21. Oktober Scorecard | Maskat | Bangladesch 181-7 (20)          | – | Papua-Neuguinea 97 (19.3) |
|                       |        | Bangladesch gewinnt mit 84 Runs |   |                           |

Bangladesch gewann den Münzwurf und entschied sich, als Schlagmannschaft zu beginnen. Eröffnungs-Schlagmann Liton Das fand Shakib Al Hasan als ersten Partner um eine Partnerschaft zu etablieren. Das verlor sein Wicket im achten Over nach 29 Runs und Al Hasan setzte das Spiel an der Seite von Kapitän Mahmudullah fort. Al Hasan erzielte 46 Runs und wurde durch Afif Hossain ersetzt. Mahmudullah verlor sein Wicket im 18. Over, nachdem er ein Fifty über 50 Runs erzielt hatte. Hossain konnte 21 Runs erzielen und wurde dabei für die verbliebenen Over von Mohammad Saifuddin mit 19* Runs unterstützt. Damit setzten sie Papua-Neuguinea ein Ziel von 182 Runs. Für Papua-Neuguinea erzielten drei Bowler jeweils 2 Wickets: Kabua Morea und Assad Vala für jeweils 26 Runs und Damien Ravu für 40 Runs. Für Papua-Neuguinea schaffte es zunächst kein Spieler, sich zu etablieren. Beim Stand von 24/6 im zehnten Over kam dann Kiplin Doriga ins Spiel und konnte, unter anderem mit Chad Soper der 11 Runs erzielte, das Spiel etwas stabilisieren. Doriga erzielte 46* Runs, bevor der letzte seiner Partner im letzten Over sein Wicket verlor. Bester Bowler für Bangladesch war Shakib Al Hasan der 4 Wickets für 9 Runs erzielte. Als Spieler des Spiels wurde Shakib Al Hasan ausgezeichnet.
| 21. Oktober Scorecard | Maskat | Oman 122 (20)                    | – | Schottland 123-2 (17) |
|                       |        | Schottland gewinnt mit 8 Wickets |   |                       |

Oman gewann den Münzwurf und entschied sich, als Schlagmannschaft zu beginnen. Aqib Ilyas konnte sich als Eröffnungs-Batter etablieren und nachdem er zwei seiner Partner verloren hatte, wurde er durch Mohammad Nadeem begleitet. Ilyas verlor sein Wicket im zehnten Over nach 37 Runs und Nadeem setzte das Innings mit Kapitän Zeeshan Maqsood fort. Nadeem konnte 25 Runs erreichen, bevor er ausschied, und seine Nachfolger waren nicht mehr in der Lage, sich lange am Schlag zu halten. Maqsood verlor im letzten Over sein Wicket nach 34 Runs und so konnte Oman ein Ziel von 123 Runs für Schottland aufstellen. Bester schottischer Bowler war Josh Davey mit 3 Wickets für 25 Runs. Schottland begann seine Jagd mit den Eröffnungs-Battern George Munsey und Kapitän Kyle Coetzer. Munsey verlor im fünften Over nach 20 Runs sein Wicket und wurde durch Matthew Cross ersetzt. Coetzer konnte 41 Runs erzielen, bevor sein Wicket fiel und für ihn Richie Berrington ins Spiel kam. Cross und Berrington konnten dann die Vorgabe im 17. Over einholen, wobei Berrington 31* Runs erzielte und Cross 26* Runs. Die Wickets für Oman erzielten Fayyaz Butt und Khawar Ali. Als Spieler des Spiels wurde Josh Davey ausgezeichnet.

## Super 12
In der Super-12-Runde werden in zwei Gruppen mit jeweils sechs Mannschaften die Teilnehmer der Halbfinale bestimmt. Aus der Vorrunde qualifizieren sich für jede Gruppe jeweils zwei Mannschaften. Die jeweils besten zwei Mannschaften einer Gruppe qualifizieren sich für das Halbfinale.
Die Teilnehmer der Super 12 sind zudem automatisch für den ICC Men’s T20 World Cup 2022 in Australien qualifiziert.

### Gruppe 1
Tabelle
| Gruppe 1    | Sp. | S | N | NR | P | NRR    |
| ----------- | --- | - | - | -- | - | ------ |
| England     | 5   | 4 | 1 | 0  | 8 | +2.464 |
| Australien  | 5   | 4 | 1 | 0  | 8 | +1.216 |
| Südafrika   | 5   | 4 | 1 | 0  | 8 | +0.739 |
| Sri Lanka   | 5   | 2 | 3 | 0  | 4 | –0.269 |
| West Indies | 5   | 1 | 4 | 0  | 2 | –1.641 |
| Bangladesch | 5   | 0 | 5 | 0  | 0 | –2.383 |

Spiele
| 23. Oktober Scorecard | Abu Dhabi | Südafrika 118-9 (20)             | – | Australien 121-5 (19.4) |
|                       |           | Australien gewinnt mit 5 Wickets |   |                         |

Australien gewann den Münzwurf und entschied sich, als Feldmannschaft zu beginnen. Als Eröffnungs-Batter konnte Kapitän Temba Bavuma 12 schnelle Runs erzielen. Der erste Batter, der sich etablieren konnte, war Aiden Markram. Er wurde begleitet durch Heinrich Klaasen mit 13 Runs und David Miller mit 16 Runs und weiteren Spielern, die frühzeitig ihr Wicket verloren. In der Partnership mit Kagiso Rabada verlor Markram nach 40 Runs sein Wicket. Rabada beendete das Innings mit 19* Runs. Beste Bowler für Australien waren mit jeweils 2 Wickets: Josh Hazlewood für 19 Runs, Adam Zampa für 21 Runs und Mitchell Starc für 32 Runs. Für Australien begann David Warner mit 14 Runs, der durch den dritten Schlagmann Mitchell Marsh begleitet wurde, der 11 Runs erzielen konnte, bevor er sein Wicket verlor. Es war Steve Smith, der zusammen mit Glenn Maxwell eine Partnerschaft aufbauen konnte. Als Smith im 15. Over nach 35 Runs sein Wicket verlor, folgte Maxwell kurz darauf nach 18 Runs. Marcus Stoinis und Matthew Wade konnten dann mit 24* bzw. 15* Runs zwei Bälle vor Schluss die Vorgabe einholen. Als Spieler des Spiels wurde Josh Hazlewood ausgezeichnet.
| 23. Oktober Scorecard | Dubai | West Indies 55 (14.2)         | – | England 56-4 (8.2) |
|                       |       | England gewinnt mit 6 Wickets |   |                    |

England gewann den Münzwurf und entschied sich, als Feldmannschaft zu beginnen. Für die West Indies konnte sich kein Batter etablieren. Chris Gayle war der einzige, der mit 13 Runs eine zweistellige Run-Zahl erzielte. So verlor man mit einer Vorgabe von 56 Runs im 15. Over das letzte Wicket. Bester Bowler für England war Adil Rashid mit 4 Wickets für 2 Runs. In ihrer Antwort konnten die Eröffnungs-Batter Jason Roy und Jos Buttler eine erste Partnerschaft für England aufbauen. Roy verlor sein Wicket nach 11 Runs und Buttler erreichte mit mehreren anderen Battern im neunten Over die Vorgabe, nachdem er selbst 24*Runs erzielt hatte. Bester west-indischer Bowler war Akeal Hosein. Als Spieler des Spiels wurde Moeen Ali ausgezeichnet, der zwei frühe wichtige Wickets erzielt hatte.
| 24. Oktober Scorecard | Sharjah | Bangladesch 171-4 (20)          | – | Sri Lanka 172-5 (18.5) |
|                       |         | Sri Lanka gewinnt mit 5 Wickets |   |                        |

Sri Lanka gewann den Münzwurf und entschied sich, als Feldmannschaft zu beginnen. Für Bangladesch begannen die Eröffnungs-Batter Mohammad Naim und Liton Das. Das verlor nach 16 Runs sein Wicket und nachdem auch Shakib Al Hasan nach 10 Runs sein Wicket verlor konnte sich Mushfiqur Rahim neben Naim etablieren. In einer Partnerschaft über 73 Runs spielten sie zusammen bis zum 17. Over, als Naim nach einem Half-Century über 62 Runs sein Wicket verlor. Rahim konnte sich bis zum Ende des Innings halten, kam auf 57* Runs und stellte damit Sri Lanka eine Vorgabe von 172 Runs. Für Sri Lanka erzielten Chamika Karunaratne, Binura Fernando und Lahiru Kumara jeweils ein Wicket. Bei der Antwort Sri Lankas war es Eröffnungs-Schlagmann Pathum Nissanka der sich zusammen mit dem dritten Schlagmann Charith Asalanka etablieren konnte. Nissanka verlor im 9. Over nach 24 Runs sein Wicket und es war Bhanuka Rajapaksa dem es als nächsten gelang sich neben Alakanka zu etablieren. Zusammen erzielten sie bis zum vorletzten Over eine Partnerschaft über 86 Runs, als Rajapaksa nach einem Fifty über 53 Runs sein Wicket verlor. Die verbliebenen sieben Runs der Vorgabe wurden hauptsächlich durch Asalanka in den folgenden drei Bällen erzielt, der 80* Runs erzielte. Beste bangladeschische Bowler waren Shakib Al Hasan mit 2 Wickets für 17 Runs und Nasum Ahmed mit 2 Wickets für 29 Runs. Als Spieler des Spiels wurde Charith Asalanka ausgezeichnet.
| 26. Oktober Scorecard | Dubai | West Indies 143-8 (20)          | – | Südafrika 144-2 (18.2) |
|                       |       | Südafrika gewinnt mit 8 Wickets |   |                        |

Südafrika gewann den Münzwurf und entschied sich, als Feldmannschaft zu beginnen. Für die West Indies begannen Lendl Simmons und Evin Lewis als Eröffnungs-Batter und konnten sich bis zum 11 Over halten. Dann verlor Lewis nach einem Half-Century über 56 Runs sein Wicket, und nachdem Nicholas Pooran nach 12 Runs ausschied, verlor auch Simmons sein Wicket nach 16 Runs. Ihm folgten Chris Gayle und Kieron Pollard, die mit 12 bzw. 26 Runs gemeinsam ins 18. Over eintraten. In den letzten beiden Overn verloren die West Indies vier Wickets und stellten Südafrika das Ziel von 144 Runs. Bester Bowler für Südafrika war Dwaine Pretorius mit 3 Wickets für 17 Runs. Südafrika verlor früh Kapitän Temba Bavuma, aber der andere Eröffnungs-Batter Reeza Hendricks und der dritte Schlagmann Rassie van der Dussen konnten sich etablieren. Hendricks verlor im 10. Over nach 39 Runs sein Wicket, woraufhin ihm Aiden Markram folgte. Dieser konnte zusammen mit van der Dussen im vorletzten Over die Vorgabe einholen, wobei Markram ein Fifty über 51 Runs und van der Dussen 43 Runs erzielte. Ein Wicket wurde für Südafrika durch Akeal Hosein erzielt. Als Spieler des Spiels wurde Anrich Nortje ausgezeichnet.
| 27. Oktober Scorecard | Abu Dhabi | Bangladesch 124-9 (20)        | – | England 126-2 (14.1) |
|                       |           | England gewinnt mit 8 Wickets |   |                      |

Bangladesch gewann den Münzwurf und entschied sich, als Schlagmannschaft zu beginnen. Für das Team sollte es lange dauern, bis sich ein Spieler etablieren konnte. Erst Mushfiqur Rahim an vierter Position konnte zusammen mit dem nachfolgenden Kapitän Mahmudullah eine Partnerschaft über 37 Runs aufbauen. Nachdem Rahim sein Wicket nach 29 Runs verlor, war es Nurul Hasan der als nächster über längere Zeit am Schlag überdauerte. Mahmudullah verlor sein Wicket nach 19 Runs und wurde durch Mahedi Hasan ersetzt, der 11 Runs erzielte. Er wurde gefolgt von Nasum Ahmed, der, nachdem Nurul Hasan nach 16 Wickets ausschied, bis zum Ende des Innings 19* Runs erzielen konnte. Bester englischer Bowler war Tymal Mills mit 3 Wickets für 27 Runs. Für England begannen Jason Roy und Jos Buttler. Buttler erzielte 18 Runs, bis er sein Wicket verlor und durch Dawid Malan ersetzt wurde. Malan und Roy erzielten eine Partnerschaft über 73 Runs, bevor Roy nach einem Half-Century über 61 Runs ausschied. Malan, der 28* Runs erzielte, konnte anschließend die Vorgabe zusammen mit Jonny Bairstow (8* Runs) im 15 Over erreichen. Die bangladeschischen Wickets wurden durch Shoriful Islam und Nasum Ahmed erzielt. Als Spieler des Spiels wurde Jason Roy ausgezeichnet.
| 28. Oktober Scorecard | Dubai | Sri Lanka 154-6 (20)             | – | Australien 155-3 (17) |
|                       |       | Australien gewinnt mit 7 Wickets |   |                       |

Australien gewann den Münzwurf und entschied sich, als Feldmannschaft zu beginnen. Die erste ertragreiche Partnerschaft für Sri Lanka wurde durch Eröffnungs-Batter Kusal Perera und Charith Asalanka aufgebaut. Zusammen erzielten sie eine Partnerschaft über 63 Runs, bei der beide 35 Runs erzielten. Der nächste Spieler, der sich etablieren konnte, war Bhanuka Rajapaksa, der unter anderem durch Kapitän Dasun Shanaka mit 12 Runs begleitet wurde. Rajapaksa konnte das Innings ohne Wicket-Verlust beenden und erzielte dabei 33 Runs. Drei australische Bowler erzielten 2 Wickets: Adam Zampa für 12 Runs, Mitchell Starc für 27 Runs und Pat Cummins für 34 Runs. Für Australien konnten beide Eröffnungs-Batter, David Warner und Kapitän Aaron Finch, eine Partnerschaft über 70 Runs erzielen. Finch schied nach 37 Runs aus und es war Steve Smith, der sich als nächstes neben Warner etablieren konnte. Warner schied nach einem Half-Century über 65 Runs aus und wurde durch Marcus Stoinis ersetzt. Smith und Stoisnis konnten dann nach 17 Overn die Vorgabe durch Sri Lanka einholen, wobei Smith 28* erzielte und Stoinis 16* Runs. Bester Bowler für Sri Lanka war Wanindu Hasaranga mit 2 Wickets für 22 Runs. Als Spieler des Spiels wurde Adam Zampa ausgezeichnet.
| 29. Oktober Scorecard | Sharjah | West Indies 142-7 (20)         | – | Bangladesch 139-5 (20) |
|                       |         | West Indies gewinnt mit 3 Runs |   |                        |

Bangladesch gewann den Münzwurf und entschied sich, als Feldmannschaft zu beginnen. Nachdem die beiden Eröffnungs-Batter für die West Indies früh ausschieden konnte sich Roston Chase etablieren. Kapitän Kieron Pollard konnte ihn zunächst begleiten, musste dann jedoch auf Grund einer Verletzung vom Feld. So konnte Chase eine Partnerschaft mit Nicholas Pooran aufbauen und zusammen 57 Runs erzielen. Beide verloren im 19. Over ihr Wicket, nachdem Chase 39 Runs und Pooran 40 Runs erzielt hatten. Jason Holder konnte dann mit 15* Runs, zusammen mit dem zurückkehrenden Pollard, der insgesamt 14* Runs erzielte, das Innings beenden. Für Bangladesch erzielten drei Bowler jeweils 2 Wickets: Shoriful Islam für 20 Runs, Mahedi Hasan für 27 Runs und Mustafizur Rahman für 43 Runs. Für Bangladesch war es Eröffnungs-Batter Mohammad Naim, der Zusammen mit Liton Das die Aufholjagd startete. Naim verlor nach 17 Runs sein Wicket und wurde durch Soumya Sarkar ersetzt, der wiederum 17 Runs erzielte. Der nächste Spieler, der sich neben Das etablieren konnte, war Kapitän Mahmudullah. Das verlor im vorletzten Over nach 44 Runs sein Wicket und Mahmudullah gelang es trotz seines 31* Runs nicht, die Vorgabe der West Indies einzuholen. Insgesamt erzielten fünf Bowler der West Indies jeweils ein Wicket. Als Spieler des Spiels wurde Nicholas Pooran ausgezeichnet.
| 30. Oktober Scorecard | Sharjah | Sri Lanka 142 (20)              | – | Südafrika 146-6 (19.5) |
|                       |         | Südafrika gewinnt mit 4 Wickets |   |                        |

Südafrika gewann den Münzwurf und entschied sich, als Feldmannschaft zu beginnen. Für Sri Lanka konnte Eröffnungs-Batter Pathum Nissanka zusammen mit dem dritten Schlagmann Charith Asalanka eine erste größere Partnerschaft aufbauen. Asalanka verlor nach 21 Runs sein Wicket und in der Folge taten sich die Batter schwer, an Nissankas Seite zu halten. Allein Kapitän Dasun Shanaka erreichte noch 11 Runs und nachdem Nissanka nach einem Half-Century über 72 im vorletzten Over sein Wicket verlor, konnte Sri Lanka eine Vorgabe von 143 Runs aufstellen. Beste Bowler für Südafrika waren Tabraiz Shamsi und Dwaine Pretorius mit jeweils 3 Wickets für 17 Runs. Für Südafrika konnten die beiden Eröffnungs-Batter Quinton de Kock und Reeza Hendricks zunächst 12 bzw. 11 Runs erzielen. Ihnen folgten Rassie van der Dussen, der 16 Runs erzielte und Kapitän Temba Bavuma der sich etablieren konnte. Nach dem Ausscheiden von van der Dussen wurde Bavuma von Aiden Markram begleitet, der 19 Runs erzielen konnte. Der ihm nachfolgende David Miller, und der nach Bavumas Ausscheiden nach 46 Runs hineinkommende Kagiso Rabada, konnten dann zusammen das Ziel mit dem vorletzten Ball erreichen. Miller erzielte dabei 23* Runs, Rabada 13*. Bester Bowler für Sri Lanka war Wanindu Hasaranga mit 3 Wickets für 20 Runs, der ein Hattrick erzielte. Als Spieler des Spiels wurde Tabraiz Shamsi ausgezeichnet.
| 30. Oktober Scorecard | Dubai | Australien 125 (20)           | – | England 126-2 (11.4) |
|                       |       | England gewinnt mit 8 Wickets |   |                      |

England gewann den Münzwurf und entschied sich, als Feldmannschaft zu beginnen. Für Australien konnte sich von den Eröffnungs-Battern nur zunächst Kapitän Aaron Finch etablieren. Seine Partner schieden jeweils früh aus und es sollte bis zum sechsten Schlagmann, Matthew Wade dauern, bis er einen Partner fand. Wade erzielte 18 Runs und wurde gefolgt von Ashton Agar mit 20 Runs. In der Partnerschaft mit Pat Cummins verlor Finch im vorletzten Over nach 44 Runs sein Wicket und auch Cummins tat dies einen Ball später nach 12 Runs. Der hereinkommende Mitchell Starc konnte noch 12 Runs hinzufügen, bis auch er im letzten Ball sein Wicket verlor. Bester Bowler für England war Chris Jordan mit 3 Wickets für 17 Runs. In ihrer Antwort starteten Jason Roy und Jos Buttler mit einer Partnerschaft über 66 Runs. Roy verlor sein Wicket nach 22 Runs und als sich Dawid Malan nicht etablieren konnte und nach 8 Runs ausschied, war es Jonny Bairstow der zusammen mit Buttler das Ziel im zwölften Over erreichte. Buttler erzielte dabei 71* und Bairstow 16* Runs. Die Wickets für Australien erzielten Ashton Agar und Adam Zampa. Als Spieler des Spiels wurde Chris Jordan ausgezeichnet.
| 1. November Scorecard | Sharjah | England 163-4 (20)          | – | Sri Lanka 137 (19) |
|                       |         | England gewinnt mit 26 Runs |   |                    |

Sri Lanka gewann den Münzwurf und entschied sich, als Feldmannschaft zu beginnen. Für England konnte sich Eröffnungs-Batter Jos Buttler etablieren. Er fand mit Kapitän Eoin Morgan einen Partner, mit dem er vom sechsten bis zum vorletzten Over am Schlag war. Dann schied Morgan nach einer Partnerschaft über 112 Runs mit 40 Runs aus und Buttler beendete das Innings ohne sein Wicket zu verlieren. Insgesamt erzielte er ein Century über 101* Runs aus 67 Bällen. Bester Bowler für Sri Lanka war Wanindu Hasaranga mit 3 Wickets für 21 Runs. Für Sri Lanka war der dritte Schlagmann Charith Asalanka der mit 21 Runs als erstes eine zweistellige Run-Zahl erzielte. Der ihm nachfolgende Bhanuka Rajapaksa konnte 2 Runs erzielen, bevor Kapitän Dasun Shanaka und Wanindu Hasaranga eine Partnerschaft über 53 Runs erzielten. Hasaranga schied nach 34 Runs aus und Shanaka folgte kurz danach, nachdem er 26 Runs erzielt hatte. Die verbliebenen Batter schieden danach in kurzer Folge aus und so fehlten Sri Lanka zum Ende 26 Runs, um England einholen zu können. Beste Bowler für England waren mit jeweils 2 Wickets: Moeen Ali für 15 Runs, Adil Rashid für 19 Runs und Chris Jordan für 24 Runs. Als Spieler des Spiels wurde Jos Buttler ausgezeichnet.
| 2. November Scorecard | Abu Dhabi | Bangladesch 84 (18.2)           | – | Südafrika 86-4 (13.3) |
|                       |           | Südafrika gewinnt mit 6 Wickets |   |                       |

Südafrika gewann den Münzwurf und entschied sich, als Feldmannschaft zu beginnen. Für Bangladesch konnte sich Liton Das etablieren, jedoch verloren seine Partner früh ihre Wickets. Als er eine Partnerschaft mit Shamim Hossain aufzubauen begann, verlor Das nach 24 Runs sein Wicket. Zu Hossain gesellte sich Mahedi Hasan, bevor der nach 11 Runs ausschied. Hasan konnte in der Folge bis zu seinem Ausscheiden im vorletzten Over 27 Runs erzielen, wobei ein Ball später Bangladesch auch das letzte Wicket verlor. Beste Bowler für Südafrika mit jeweils 3 Wickets waren Anrich Nortje für 8 Runs und Kagiso Rabada für 20 Runs. Für Südafrika konnte Eröffnungs-Batter Quinton de Kock mit dem dritten Schlagmann Rassie van der Dussen eine Partnerschaft aufbauen. De Kock verlor nach 16 Runs sein Wicket und als nächster Spieler konnte sich Kapitän Temba Bavuma etablieren. Van der Drussen schied nach 22 Runs aus und Bavuma konnte das Innings ohne Wicketverlust mit 31* Runs beenden als Südafrika die Vorgabe von Bangladesch im 14. Over einholte. Bester Bowler für Bangladesch war Taskin Ahmed mit 2 Wickets für 18 Runs. Als Spieler des Spiels wurde Kagiso Rabada ausgezeichnet.
| 4. November Scorecard | Dubai | Bangladesch 73 (15)              | – | Australien 78-2 (6.2) |
|                       |       | Australien gewinnt mit 8 Wickets |   |                       |

Australien gewann den Münzwurf und entschied sich, als Feldmannschaft zu beginnen. Für Bangladesch konnte sich von den Eröffnungs-Battern zunächst Mohammad Naim am Schlag halten, während seine Partner früh ausschieden. Erst mit Hineinkommen von Kapitän Mahmudullah fand sich der nächste Spieler, der sich am Schlag etablierte. Naim schied nach 17 Runs aus und an Mahmudullahs Seite gesellte sich Shamim Hossain der 19 Runs erzielte. Mahmudullah schied nach 16 Runs aus und die verbliebenen Batter konnten keinen Beitrag leisten, so dass die Vorgabe von 74 Runs für Australien blieb. Bester Bowler für Australien war Adam Zampa mit 5 Wickets für 19 Runs. Für Australien konnten zunächst David Warner und Kapitän Aaron Finch eine Partnerschaft etablieren. Finch verlor sein Wicket nach 40 Runs und kurz darauf verlor auch Warner sein Wicket nach 18 Runs. Zum Schluss war es Mitchell Marsh, der mit seinen 16 Runs die Vorgabe von Bangladesch einholte. Die Wickets für Bangladesch erzielten Taskin Ahmed und Shoriful Islam. Als Spieler des Spiels wurde Adam Zampa ausgezeichnet.
| 4. November Scorecard | Abu Dhabi | Sri Lanka 189-3 (20)          | – | West Indies 169-8 (20) |
|                       |           | Sri Lanka gewinnt mit 20 Runs |   |                        |

West Indies gewann den Münzwurf und entschied sich, als Feldmannschaft zu beginnen. Für Sri Lanka eröffneten Pathum Nissanka und Kusal Perera. Perera verlor nach 29 Runs sein Wicket und wurde durch Charith Asalanka ersetzt. Nissanka und Asalanka konnten eine Partnerschaft über 91 Runs aufbauen, bis Nissanka nach einem Half-Century über 51 Runs sein Wicket verlor und durch Kapitän Dasun Shanaka ersetzt wurde. Asalanka verlor nach einem Fifty über 68 Runs sein Wicket und Shanaka konnte bis zum Ende des Innings 25* Runs erzielen. Bester Bowler für die West Indies war Andre Russell mit 2 Wickets für 33 Runs. Für die West Indies schieden die Eröffnungs-Batter früh aus und es war Nicholas Pooran der sich als erstes etablieren konnte. An seine Seite gesellte sich Shimron Hetmyer und Pooran verlor sein Wicket nach 46 Runs. Hetmyer erhielt von den verbliebenen Schlagmännern keine bedeutende Hilfe und so verfehlte West Indies trotz seines Half-Centurys über 81 Runs die Vorgabe. Beste Bowler für Sri Lanka mit jeweils 2 Wickets waren: Wanindu Hasaranga für 19 Runs, Binura Fernando für 24 Runs und Chamika Karunaratne für 43 Runs. Als Spieler des Spiels wurde Charith Aslanka ausgezeichnet.
| 6. November Scorecard | Abu Dhabi | West Indies 157-7 (20)           | – | Australien 161-2 (16.6) |
|                       |           | Australien gewinnt mit 8 Wickets |   |                         |

Australien gewann den Münzwurf und entschied sich, als Feldmannschaft zu beginnen. Für die West Indies begannen Chris Gayle und Evin Lewis. Gayle verlor nach 15 Runs sein Wicket und es kam Shimron Hetmyer an die Seite von Lewis. Lewis schied nach 29 Runs aus und wurde durch Kapitän Kieron Pollard ersetzt. Hetmyer erreichte 27 Runs und wurde durch Dwayne Bravo mit 10 Runs gefolgt. Pollard wurde durch Andre Russell begleitet, bis er im letzten Innings nach 44 Runs sein Wicket verlor und Bravo konnte das Innings mit 18* Runs beenden. Bester Bowler für Australien war Josh Hazlewood mit 4 Wickets für 39 Runs. Für Australien konnte sich Eröffnungs-Batter David Warner zusammen mit dem dritten Schlagmann Mitchell Marsh eine Partnerschaft über 124 Runs erzielen. Kurz vor Erreichen der Vorgabe verlor Marsh sein Wicket nach einem Fifty über 53 Runs, während Warner das Innings mit 89* Runs beendete. Die Wickets für die West Indies erzielten Akeal Hosein und Chris Gayle. Als Spieler des Spiels wurde David Warner ausgezeichnet.
| 6. November Scorecard | Sharjah | Südafrika 189-2 (20)          | – | England 179-8 (20) |
|                       |         | Südafrika gewinnt mit 10 Runs |   |                    |

England gewann den Münzwurf und entschied sich, als Feldmannschaft zu beginnen. Für Südafrika konnte Quinton de Kock und Rassie van der Dussen eine Partnerschaft über 71 Runs etablieren. De Kock verlor nach 34 Runs sein Wicket und wurde durch Aiden Markram ersetzt. Zusammen mit van der Dussen erzielte Markram eine Partnerschaft über 103 Runs, wobei beide ungeschlagen das Inning beendeten. Dabei erzielte van der Dussen 94* und Markram 52* Runs und die Vorgabe bedeutete, dass sie England unter 131 Runs halten mussten, um das Halbfinale zu erreichen. Die Wickets für England erzielten Moeen Ali und Adil Rashid. Für England begannen Jason Roy und Jos Buttler. Roy verletzte sich nach 20 Runs und zog sich mit retired hurt zurück. Hinein kam für ihn Moeen Ali und Buttler verlor nach 26 Runs sein Wicket. An die Seite von Ali konnte sich als nächstes Dawid Malan etablieren. Ali erreichte 37 Runs und wurde durch Liam Livingstone gefolgt. Malan kam auf 33 Runs und wurde durch Kapitän Eoin Morgan ersetzt. Im vorletzten Over verlor Livingstone sein Wicket nach 28 Runs und im letzten Over gelang dem südafrikanischen Bowler Kagiso Rabada ein Hattrick, wobei er Morgan nach 17 Runs das Wicket nahm. So konnte England die Vorgabe nicht erreichen, jedoch war die Run-Zahl so hoch, dass es für Südafrika trotz des Sieges nicht für das Halbfinale reichte. Bester Bowler für Südafrika war Kagiso Rabada mit 3 Wickets für 48 Runs. Als Spieler des Spiels wurde Rassie van der Dussen ausgezeichnet.

### Gruppe 2
Tabelle
| Gruppe 2    | Sp. | S | N | NR | P  | NRR    |
| ----------- | --- | - | - | -- | -- | ------ |
| Pakistan    | 5   | 5 | 0 | 0  | 10 | +1.583 |
| Neuseeland  | 5   | 4 | 1 | 0  | 8  | +1.277 |
| Indien      | 5   | 3 | 2 | 0  | 6  | +1.747 |
| Afghanistan | 5   | 2 | 3 | 0  | 4  | +1.381 |
| Namibia     | 5   | 1 | 4 | 0  | 2  | –1.890 |
| Schottland  | 5   | 0 | 5 | 0  | 0  | –3.543 |

Spiele
| 24. Oktober Scorecard | Dubai | Indien 151-7 (20)               | – | Pakistan 152-0 (17.5) |
|                       |       | Pakistan gewinnt mit 10 Wickets |   |                       |

Pakistan gewann den Münzwurf und entschied sich, als Feldmannschaft zu beginnen. Nachdem Indien früh seine Eröffnungs-Batter verlor, war es Kapitän Virat Kohli, der sich etablieren konnte. Zunächst wurde er für kurze Zeit von Suryakumar Yadav begleitet, der nach 11 Runs ausschied und dann durch Rishabh Pant ersetzt wurde. Zusammen erzielten Kohli und Pant eine Partnerschaft über 53 Runs, bevor Pant nach 39 Runs sein Wicket verlor. Ihm folgte Ravindra Jadeja der an der Seite Kohlis 13 Runs erzielte, bevor er durch Hardik Pandya ersetzt wurde. Kohli verlor im vorletzten Over sein nach einem Half-Century über 57 Runs sein Wicket und im letzten Over tat dies auch Pandya nach 11 Runs. Somit setzte Indien Pakistan eine Vorgabe von 152 Runs. Bester Bowler für Pakistan war Shaheen Afridi mit 3 Wickets für 31 Runs. In der Antwort für Pakistan konnten die Eröffnungs-Schlagmänner Mohammad Rizwan und Kapitän Babar Azam die Vorgabe ohne Verlust eines Wickets im 18. Over einholen. Rizwan erzielte 79 und Azam 68 Runs. Als Spieler des Spiels wurde Shaheen Afridi ausgezeichnet.
| 25. Oktober Scorecard | Sharjah | Afghanistan 190-4 (20)           | – | Schottland 60 (10.4) |
|                       |         | Afghanistan gewinnt mit 130 Runs |   |                      |

Afghanistan gewann den Münzwurf und entschied sich, als Schlagmannschaft zu beginnen. Für sie eröffneten Hazratullah Zazai und Mohammad Shahzad. Shahzad verlor nach 22 Runs sein Wicket und wurde durch Rahmanullah Gurbaz ersetzt. Zarzei verlor nach 44 Runs sein Wicket und der ihm nachfolgende Najibullah Zadran konnte zusammen mit Gurgaz eine Partnerschaft über 87 Runs aufbauen. Gurbaz schied im vorletzten Over nach 46 Runs aus und Zadran konnte ein Half-Century über 59 Runs erzielen, bevor auch er im letzten Ball sein Wicket verlor. Bester Bowler für Schottland war Safyaan Sharif mit 2 Wickets für 33 Runs. Für Schottland begannen George Munsey und Kapitän Kyle Coetzer am Schlag. Coetzer verlor im vierten Over nach 10 Runs sein Wicket und Bowler Mujeeb Ur Rahman konnte in dem Over noch zwei weitere Wickets erringen. Munsey verlor zwei Over später, nachdem er 23 Runs erzielt hatte, ebenfalls sein Wicket durch Ur Rahman. Ihm folgte Chris Greaves, der mit 12 Runs der einzige der verbliebenen Spieler war, der eine zweistellige Run-Zahl erzielen konnte. Im 11. Over verlor Schottland sein letztes Wicket und kam dabei nur auf 60 Runs. Die besten Bowler für Afghanistan waren Mujeeb Ur Rahman mit 5 Wickets für 20 Runs und Rashid Khan mit 4 Wickets für 9 Runs. Als Spieler des Spiels wurde Mujeeb Ur Rahman ausgezeichnet.
| 26. Oktober Scorecard | Sharjah | Neuseeland 134-8 (20)          | – | Pakistan 135-5 (18.4) |
|                       |         | Pakistan gewinnt mit 5 Wickets |   |                       |

Pakistan gewann den Münzwurf und entschied sich, als Feldmannschaft zu beginnen. Für Neuseeland starteten Martin Guptill und Daryl Mitchell. Guptill verlor nach 17 Runs sein Wicket und wurde durch Kapitän Kane Williamson abgelöst. Mitchell schaffte 27 Runs, bis auch er ausschied. In der Folge konnte Williamson zusammen mit Devon Conway eine Partnerschaft über 34 Runs erzielen, bevor Williamson nach 25 Runs sein Wicket verlor. Conway setzte zusammen mit Glenn Phillips das Spiel fort, jedoch verloren beide im 18. Over, Conway nach 27 Runs und Phillips nach 13 Runs, ihr Wicket. In den verbliebenen Overn erhöhten die nachfolgenden Batter die Vorgabe auf 135 Runs. Bester Bowler für Pakistan war Haris Rauf mit 4 Wickets für 22 Runs. Für Pakistan konnte sich Eröffnungs-Batter Mohammad Rizwan als erstes etablieren. An seiner Seite erzielten unter anderem Fakhar Zaman und Mohammad Hafeez jeweils 11 Runs. Nachdem Shoaib Malik ins Spiel kam, verlor Rizwan sein Wicket nach 33 Runs. Malik spielte dann zunächst an der Seite von Imad Wasim, der 11 Runs erzielte, bevor er mit Asif Ali im vorletzten Over die Vorgabe einholte. Dabei erzielte Ali 27 und Malik 26 Runs. Bester Bowler für Neuseeland war Ish Sodhi mit 2 Wickets für 28 Runs. Als Spieler des Spiels wurde Haris Rauf ausgezeichnet.
| 27. Oktober Scorecard | Abu Dhabi | Schottland 109-8 (20)         | – | Namibia 115-6 (19.1) |
|                       |           | Namibia gewinnt mit 4 Wickets |   |                      |

Namibia gewann den Münzwurf und entschied sich, als Feldmannschaft zu beginnen. Schottland verlor im ersten Over durch Ruben Trumpelmann drei Wickets. Eröffnungs-Batter Matthew Cross konnte sich zunächst halten und fand Michael Leask als Partner. Sie erzielten zusammen eine Partnerschaft über 39 Runs, bevor Cross nach 19 Runs ausschied. Ihm folgte Chris Greaves, der, nachdem Leask nach 44 Runs ausschied, selbst beim letzten Ball des Innings nach 25 Runs sein Wicket verlor. Bester Bowler für Namibia war Ruben Trumpelmann mit 3 Wickets für 17 Runs. Für Namibia konnten die beiden Eröffnungs-Batter Craig Williams und Michael van Lingen zunächst halten. van Lingen verlor nach 18 Runs sein Wicket und auch Williams schied nach 23 Runs aus. Die nächste Partnerschaft, die sich nach ihnen etablieren konnte, war die von David Wiese und JJ Smit. Wiese verlor nach 16 Runs sein Wicket, während Smit die Vorgabe der Schotten sechs Bälle vor Schluss nach 32* Runs einholte. Bester Bowler für Schottland war Michael Leask mit 2 Wickets für 12 Runs. Als Spieler des Spiels wurde Ruben Trumpelmann ausgezeichnet.
| 29. Oktober Scorecard | Dubai | Afghanistan 147-6 (20)         | – | Pakistan 148-5 (19) |
|                       |       | Pakistan gewinnt mit 5 Wickets |   |                     |

Afghanistan gewann den Münzwurf und entschied sich, als Schlagmannschaft zu beginnen. Das Team tat sich zunächst schwer. Nachdem die beiden Eröffnungs-Batter früh ausschieden, konnten Asghar Afghan und Rahmanullah Gurbaz jeweils 10 Runs erzielen. Ihnen folgen Karim Janat und Najibullah Zadran. Janat erzielte 15 Runs und wurde durch Kapitän Mohammad Nabi ersetzt. Zadran schied nach 22 Runs aus und ihm folgte Gulbadin Naib. Nabi und Naib erzielten jeweils 35* Runs und machten so Pakistan eine Vorgabe von 148 Runs. Bester Bowler für Pakistan war Imad Wasim mit 2 Wickets für 25 Runs. Für Pakistan konnte sich Eröffnungs-Batter und Kapitän Babar Azam als erstes etablieren. Er wurde zunächst von Fakhar Zaman begleitet, der 30 Runs erzielte und anschließend von Mohammad Hafeez mit 10 Runs. Diesen folgte Shoaib Malik, bevor Azam noch einem Fifty über 51 Runs sein Wicket verlor und durch Asif Ali ersetzt wurde. Malik erzielte 19 Runs, aber es war Ali, der mit 25* Runs aus 7 Bällen ein Over vor Schluss die Vorgabe durch Afghanistan einholte. Bester afghanischer Bowler war Rashid Khan mit 2 Wickets für 26 Runs. Als Spieler des Spiels wurde Asif Ali ausgezeichnet.
| 31. Oktober Scorecard | Abu Dhabi | Afghanistan 160-5 (20)          | – | Namibia 98-9 (20) |
|                       |           | Afghanistan gewinnt mit 62 Runs |   |                   |

Afghanistan gewann den Münzwurf und entschied sich, als Schlagmannschaft zu beginnen. Für sie starteten Hazratullah Zazai und Mohammad Shahzad und konnten eine Partnerschaft über 53 Runs erzielen. Nachdem Zazai nach 33 Runs sein Wicket verlor, war es Asghar Aghan der als nächster sich an der Seite von Shahzad etablieren konnte. Shahzad erreichte 45 Runs, bevor er ausschied, und Kapitän Mohammad Nabi konnte sich als nächster am Schlag halten. Afghan schied im vorletzten Over nach 31 Runs aus, während Nabi das Innings ohne Wicketverlust beendete und 32* Runs erzielte. Die besten Bowler für Namibia waren mit jeweils 2 Wickets Jan Nicol Loftie-Eaton für 21 Runs und Ruben Trumpelmann für 34 Runs. Für Namibia konnte von den Eröffnungs-Battern Michael van Lingen 11 Runs erzielen. Ihm folgten Jan Nicol Loftie-Eaton mit 14 Runs und Kapitän mit Gerhard Erasmus 12 Runs. David Wiese konnte sich in der Folge am Schlag halten, während seine Partner ihre Wickets verloren. Erst Ruben Trumpelmann konnte sich an seiner Seite halten und nachdem Wiese nach 26 Runs ausschied, beendete dieser das Innings ungeschlagen mit 12* Runs, jedoch deutlich davon entfernt, die Vorgabe Afghanistan einzuholen. Beste Bowler für Afghanistan waren mit je 3 Wickets Hamid Hassan für 9 Runs und Naveen-ul-Haq für 26 Runs. Als Spieler des Spiels wurde Naveen-ul-Haq ausgezeichnet.
| 31. Oktober Scorecard | Dubai | Indien 110-7 (20)                | – | Neuseeland 111-2 (14.3) |
|                       |       | Neuseeland gewinnt mit 8 Wickets |   |                         |

Neuseeland gewann den Münzwurf und entschied sich, als Feldmannschaft zu beginnen. Für Indien erzielte von den Eröffnungs-Battern KL Rahul 18 Runs. Rohit Sharma konnte 14 Runs hinzufügen, bevor Rishabh Pant und Hardik Pandya zusammenfanden. Pant schied nach 12 Runs aus und wurde durch Ravindra Jadeja ersetzt. Pandya erzielte 23 Runs, bis er sein Wicket verlor, während Jadeja ohne Wicketverlust 26* Runs bis zum Ende des Innings erreichte. Bester Bowler für Neuseeland war Trent Boult mit 3 Wickets für 20 Runs. Für Neuseeland konnten Eröffnungs-Batter Martin Guptill zunächst die Partnerschaft mit Daryl Mitchell dominieren, bevor er nach 20 Runs ausschied. Danach gesellte sich Kane Williamson an die Seite von Mitchell und die beiden konnten eine Partnerschaft über 72 Runs erzielen. Mitchell verlor nach 49 Run sein Wicket im 13. Over und Williamson konnte ohne Verlust seines Wicket mit 33* Runs im 15. Over den Sieg Neuseelands erzielen. Bester Bowler für Indien war Jasprit Bumrah mit 2 Wickets für 19 Runs. Als Spieler des Spiels wurde Ish Sodhi ausgezeichnet, der 2 Wickets für 17 Runs für Neuseeland erzielte.
| 2. November Scorecard | Abu Dhabi | Pakistan 189-2 (20)          | – | Namibia 144-5 (20) |
|                       |           | Pakistan gewinnt mit 45 Runs |   |                    |

Pakistan gewann den Münzwurf und entschied sich, als Schlagmannschaft zu beginnen. Die beiden Eröffnungs-Batter Mohammad Rizwan und Kapitän Babar Azam konnten eine Partnerschaft über 113 Runs aufbauen. Nachdem Azam nach 70 Runs sein Wicket verlor, konnte sich Mohammad Hafeez an der Seite von Rizwan etablieren. Zusammen beendeten sie das Innings, wobei Rozwan 79* Runs und Hafeez 32* Runs erzielte. Die Wickets für Namibia erzielten David Wiese und Jan Frylinck. Für Namibia konnte der Eröffnungs-Batter Stephan Baard mit dem dritten Schlagmann Craig Williams eine Partnerschaft über 47 Runs aufbauen. Baard verlor sein Wicket nach 29 Runs und wurde durch Kapitän Gerhard Erasmus ersetzt der 15 Runs erzielte. Ihm folgte David Wiese, der, nachdem Baard sein Wicket nach 29 Runs verlor, das Innings ungeschlagen mit 43* Runs beendete. Die Wickets für Pakistan verteilten sich auf vier Bowler. Als Spieler des Spiels wurde Mohammad Rizwan ausgezeichnet.
| 3. November Scorecard | Dubai | Neuseeland 172-5 (20)          | – | Schottland 156-5 (20) |
|                       |       | Neuseeland gewinnt mit 16 Runs |   |                       |

Schottland gewann den Münzwurf und entschied sich, als Feldmannschaft zu beginnen. Für Neuseeland begann Martin Guptill zusammen mit Daryl Mitchell, wobei Guptill derjenige war, der sich etablieren konnte und Mitchell nach 13 Runs sein Wicket verlor. Der nächste Schlagmann, mit dem Guptill eine Partnerschaft aufbauen konnte, war Glenn Phillips. Zusammen erzielten sie 105 Runs, bis Phillips nach 33 Runs ausschied. Gefolgt wurde dieser von James Neesham. Guptill verlor nach 93 Runs sein Wicket im vorletzten Over, während Neesham das Innings mit ungeschlagenen 10* Runs beendete. Beste Bowler für Schottland mit jeweils 2 Wickets waren Safyaan Sharif für 28 Runs und Brad Wheal für 40 Runs. Schottland begann mit den Eröffnungs-Battern George Munsey und Kapitän Kyle Coetzer. Coetzer schied nach 17 Runs aus und wurde durch Matthew Cross ersetzt, während Munsey 22 Runs erzielte, bevor Richie Berrington für ihn ins Spiel kam. Berrington konnte sich dann etablieren, während Cross nach 27 Runs sein Wicket verlor, gefolgt von Calum MacLeod nach 12. Damit kam Michael Leask ins Spiel, der aber nur noch kurz von Berrington begleitet wurde, der nach 20 Runs ausschied. Bis zum Ende des Innings erzielte Leask 42* Runs, konnte aber die Vorgabe Neuseelands nicht mehr einholen. Beste Bowler für Neuseeland mit jeweils 2 Wickets waren Trent Boult für 29 Runs und Ish Sodhi für 42 Runs. Als Spieler des Spiels wurde Martin Guptill ausgezeichnet.
| 3. November Scorecard | Abu Dhabi | Indien 210-2 (20)          | – | Afghanistan 144-7 (20) |
|                       |           | Indien gewinnt mit 66 Runs |   |                        |

Afghanistan gewann den Münzwurf und entschied sich, als Feldmannschaft zu beginnen. Für Indien konnten die Eröffnungs-Batter KL Rahul und Rohit Sharma eine Partnerschaft über 140 Runs erzielen. Sharma verlor sein Wicket nach 74 Runs und kurz darauf schied Rahul nach 69 Runs aus. Ihnen folgten Rishabh Pant und Hardik Pandya, die zusammen das Innings beendeten, wobei Pandya 35* und Pant 27* Runs erzielte. Die Wickets für Afghanistan erzielten Karim Janat und Gulbadin Naib. Für Afghanistan konnte zunächst Hazratullah Zazai 13 Runs erzielen, bevor Rahmanullah Gurbaz und Gulbadin Naib hineinkamen. Gurbaz schied nach 19 Runs aus und wurde durch Najibullah Zadran gefolgt. Naib erreichte 18 Runs vor seinem Ausscheiden und ihm folgte Kapitän Mohammad Nabi. Als Zadran nach 11 Runs sein Wicket verlor, fand Karim Janat zu Nabi. Zusammen erzielten sie eine Partnerschaft über 57 Runs, bevor Nabi nach 35 Runs sein Wicket verlor. Janat blieb ungeschlagen und konnte bis zum Ende des Innings 42* Runs erreichen. Bester Bowler für Pakistan war Mohammed Shami mit 3 Wickets für 32 Runs. Als Spieler des Spiels wurde Rohit Sharma ausgezeichnet.
| 5. November Scorecard | Sharjah | Neuseeland 163-4 (20)          | – | Namibia 111-7 (20) |
|                       |         | Neuseeland gewinnt mit 52 Runs |   |                    |

Namibia gewann den Münzwurf und entschied sich, als Feldmannschaft zu beginnen. Für Neuseeland konnte die Eröffnungs-Batter Martin Guptill und Daryl Mitchell eine Partnerschaft über 30 Runs erzielen, bis Guptill sein Wicket nach 18 Runs verlor. Er wurde gefolgt durch Kapitän Make Williamson. Mitchell schied nach 19 Runs aus und fand seinen Nachfolger in Devon Conway. Mit dem Ausscheiden von Williamson nach 28 Runs und Conway nach 17 kamen Glenn Phillips und James Neesham ins Spiel und konnten eine Partnerschaft über 76 Runs erzielen. Phillips erreichte dabei bis zum Ende des Innings 39* Runs, Neesham 35*. Die Wickets für Namibia erzielten Bernard Scholtz, Gerhard Erasmus und David Wiese. Namibia begann mit Stephan Baard und Michael van Lingen, die eine Partnerschaft über 47 Runs erzielten. Beide verloren innerhalb von kurzer Zeit ihr Wicket, van der Lingen nach 25 und Baard nach 21 Runs. Ihnen folgten Zane Green und David Wiese. Wiese schied als erster von beiden mit 16 Runs aus, während Green sich etwas länger halten konnte, aber dann selbst nach 23 Runs ausschied. Die verbliebenen Batter waren nicht in der Lage, die Vorgabe Neuseelands einzuholen. Beste Bowler für Neuseeland mit jeweils 2 Wickets waren Tim Southee für 15 Runs und Trent Boult für 20 Runs. Als Spieler des Spiels wurde James Neesham ausgezeichnet.
| 5. November Scorecard | Dubai | Schottland 85 (17.4)         | – | Indien 89-2 (6.3) |
|                       |       | Indien gewinnt mit 8 Wickets |   |                   |

Indien gewann den Münzwurf und entschied sich, als Feldmannschaft zu beginnen. Für Schottland konnte von den Eröffnungs-Battern nur George Munsey mit 24 Runs einen Beitrag leisten. Erst Calum MacLeod konnte sich etablieren und fand mit Michael Leask einen Partner. Leask schied nach 21 Runs aus und so kam Mark Watt an die Seite von MacLeod. Letzterer verlor nach 16 Runs sein Wicket, in dessen Folge in den nächsten beiden Bällen zwei weitere Wickets fielen. Watt schied im vorletzten Over nach 14 Runs, was zu einer Vorgabe von 86 Runs führte. Beste Bowler für Indien waren mit jeweils 3 Wickets für 15 Runs Mohammed Shami und Ravindra Jadeja. Für Indien konnten die beiden Eröffnungs-Batter KL Rahul und Rohit Sharma eine Partnerschaft über 70 Runs etablieren. Sharma verlor sein Wicket nach 30 Runs, Rahul nach 50 Runs, während die verbliebenen Runs bis zur Vorgabe nur noch Formsache waren. Die Wickets für Schottland wurden durch Mark Watt und Brad Wheal erzielt. Als Spieler des Spiels wurde Ravindra Jadeja ausgezeichnet.
| 7. November Scorecard | Abu Dhabi | Afghanistan 124-8 (20)           | – | Neuseeland 125-2 (18.1) |
|                       |           | Neuseeland gewinnt mit 8 Wickets |   |                         |

Afghanistan gewann den Münzwurf und entschied sich, als Schlagmannschaft zu beginnen. Die Mannschaft hatte es zunächst schwer und erst der vierte Schlagmann Gulbadin Naib konnte mit 15 Runs eine zweistellige Run-Zahl erzielen. Diese erzielte er zum großen Teil an der Seite von Najibullah Zadran, der sich etablieren konnte. Nachdem Naib durch Kapitän Mohammad Nabi ersetzt wurde, konnten dieser und Zadran eine Partnerschaft über 59 Runs erzielen. Nabi schied nach 14 Runs aus und kurz darauf verlor auch Zadran nach einem Half-Century über 73 Runs sein Wicket. Die verbliebenen Batter konnten keinen wichtigen Beitrag mehr leisten. Bester Bowler für Neuseeland mit 3 Wickets für 17 Runs war Trent Boult. Für Neuseeland begannen Martin Guptill und Daryl Mitchell. Mitchell verlor nach 17 Runs sein Wicket und wurde durch Kapitän Kane Williamson ersetzt. Guptill erreichte 28 Runs, bevor ihm Devon Conway folgte. Williamson und Conway gelang es dann im vorletzten Over, die Vorgabe von Afghanistan einzuholen und so die Qualifikation für das Halbfinale für Neuseeland zu sichern. Williamson erzielte dabei 40* Runs und Conway 36* Runs. Die Wickets für Afghanistan erzielten Rashid Khan und Mujeeb Ur Rahman. Als Spieler des Spiels wurde Trent Boult ausgezeichnet.
| 7. November Scorecard | Sharjah | Pakistan 189-4 (20)          | – | Schottland 117-6 (20) |
|                       |         | Pakistan gewinnt mit 72 Runs |   |                       |

Pakistan gewann den Münzwurf und entschied sich, als Schlagmannschaft zu beginnen. Mohammad Rizwan und Kapitän Babar Azam begannen für Pakistan und Rizwan war der erste der sein Wicket nach 15 Runs verlor. Der nächste Spieler, der sich neben Azam etablieren konnte, war Mohammad Hafeez. Zusammen erzielten sie eine Partnerschaft über 53 Runs, bevor Hafeez nach 31 Runs sein Wicket verlor. Er wurde gefolgt von Shoaib Malik. Azam schied nah einem Half-Century über 66 Runs aus, während Malik mit einem Fifty über 54 Runs das Innings beendete. Bester Bowler für Schottland war Chris Greaves mit 2 Wickets für 43 Runs. Für Schottland konnte George Munsey 17 Runs erzielen, verlor aber sein Wicket kurz nachdem Richie Berrington an den Pitch kam. Berrington fand mit Michael Leask einen Partner, der 14 Runs erzielte. Alle weiteren Batter konnten keinen großen Beitrag leisten und Berrington beendete das Innings mit ungeschlagenen 54* Runs. Bester Bowler für Pakistan war Shadab Khan mit 2 Wickets für 14 Runs. Als Spieler des Spiels wurde Shoaib Malik ausgezeichnet.
| 8. November Scorecard | Dubai | Namibia 132-8 (20)           | – | Indien 136-1 (15.2) |
|                       |       | Indien gewinnt mit 9 Wickets |   |                     |

Indien gewann den Münzwurf und entschied sich, als Feldmannschaft zu beginnen. Für Namibia begannen Stephan Baard und Michael van Lingen. Van Lingen verlor nach 14 Runs sein Wicket und Kapitän Gerhard Erasmus war der nächste Spieler der an die Seite von Baard kam. Baard schied nach 21 Runs aus und der nächste Spieler, der sich etablieren konnte, war David Wiese. Nun war es Erasmus der sein Wicket nach 12 Runs verlor, und nachdem auch Wiese nach 26 Runs ausschied, waren es Jan Frylinck (15* Runs) und Ruben Trumpelmann (13* Runs), die das Innings beendeten. Beste Bowler mit jeweils 3 Wickets waren Ravindra Jadeja für 16 und Ravichandran Ashwin für 20 Runs. Die beiden Eröffnungs-Batter von Indien, KL Rahul und Rohit Sharma, konnten eine Partnerschaft über 86 Runs erzielen. Sharma schied nach einem Fifty über 56 Runs aus und wurde durch Suryakumar Yadav gefolgt. Dieser konnte dann mit 25* Runs, zusammen mit Rahul der 54* Runs erzielte im 16. Over die Vorgabe Namibias einholen. Das Wicket für Namibia erzielte Jan Frylinck. Als Spieler des Spiels wurde Ravindra Jadeja ausgezeichnet.

## Halbfinale
| 10. November Scorecard | Abu Dhabi | England 166-4 (20)               | – | Neuseeland 167-5 (19) |
|                        |           | Neuseeland gewinnt mit 5 Wickets |   |                       |

Neuseeland gewann den Münzwurf und entschied sich, als Feldmannschaft zu beginnen. Für England begannen Jos Buttler und Jonny Bairstow. Bairstow verlor nach 13 Runs sein Wicket und wurde durch Dawid Malan ersetzt, während Buttler nach 29 Runs ausschied, gefolgt von Moeen Ali. Ali und Malan konnten eine Partnerschaft über 63 Runs aufbauen, bevor Malan sein Wicket nach 41 Runs verlor. Ihm folgte Liam Livingstone, der 17 Runs beitragen konnte. Ali beendete das Innings ungeschlagen mit einem Half-Century über 51* Runs. Die Wickets für Neuseeland wurden durch vier verschiedene Bowler erzielt. In der Antwort Neuseelands konnte sich von den Eröffnungs-Battern Daryl Mitchell etablieren. Dieser fand mit Devon Conway einen Partner, mit dem er eine Partnerschaft über 82 Runs erzielte und so blieb Neuseeland im Spiel. Es war James Neesham der dann mit 27 Runs aus 11 Bällen Neuseeland auf Augenhöhe mit England brachte und so hatte Neuseeland zwei Over vor Schluss die gleiche Run-Zahl wie sie England zu diesem Zeitpunkt hatte. Mitchell benötigte dann nur ein Over, um sein Team ins Finale zu führen, wobei er insgesamt 72 Runs erzielte. Beste Bowler für England mit jeweils zwei Wickets waren Liam Livingstone für 22 Runs und Chris Woakes für 36 Runs. Als Spieler des Spiels wurde Daryl Mitchell ausgezeichnet.
| 11. November Scorecard | Dubai | Pakistan 176-4 (20)              | – | Australien 177-5 (19) |
|                        |       | Australien gewinnt mit 5 Wickets |   |                       |

Australien gewann den Münzwurf und entschied sich, als Feldmannschaft zu beginnen. Pakistan konnte mit seinen Eröffnungs-Battern Mohammad Rizwan und Kapitän Barbar Azam eine Partnerschaft über 71 Runs erzielen. Nach dem Ausscheiden von Azam nach 39 Runs wurde wieder durch Fakhar Zaman ersetzt. Zusammen mit Rizwan folgte eine zweite Partnerschaft, dieses Mal über 72 Runs. Rizwan verlor im drittletzten Over nach einem Fifty über 67 Runs sein Wicket und auch wenn Pakistan in den beiden folgenden Overn jeweils ein Wicket verlor konnte Zaman sich im Spiel halten und bis zum Ende des Innings 55 Runs erreichen. Bester Bowler für Australien war Mitchell Starc mit 2 Wickets für 38 Runs. Für Australien konnte sich der eröffnende David Warner etablieren und fand mit Mitchell Marsh einen Partner. In einer Partnerschaft über 51 Runs hielten sie Australien im Spiel, bevor Shadab Khan in seinen vier Overn jeweils ein Wicket erzielte und so Pakistan einen Vorteil brachte. Marsh verlor nach 28 Runs sein Wicket und auch David Warner verlor zum Ende des 10. Over das seinige nach 49 Runs. Es waren dann Marcus Stoinis und Matthew Wade die das Spiel für Australien drehen konnten. Beide erreichten mit einer Partnerschaft über 81 Runs die Vorgabe Pakistan im vorletzten Over, wobei Stoinis 40* Runs erzielte und Wade 41* Runs aus 17 Bällen, wobei er mit drei Sixes zum Abschluss den Sieg sicherte. Bester Bowler für Pakistan war Shadab Khan mit 4 Wickets für 26 Runs. Als Spieler des Spiels wurde Matthew Wade ausgezeichnet.

## Finale
| 14. November Scorecard | Dubai | Neuseeland 172-4 (20)            | – | Australien 173-2 (18.5) |
|                        |       | Australien gewinnt mit 8 Wickets |   |                         |

Australien gewann den Münzwurf und entschied sich, als Feldmannschaft zu beginnen. Für Neuseeland begannen Martin Guptill und Daryl Mitchell am Schlag. Mitchell verlor früh nach 11 Runs sein Wicket und wurde durch Kapitän Kane Williamson ersetzt. Zusammen mit Guptiull erzielte er eine Partnerschaft über 48 Runs aus 45 Bällen, bis Guptill nach 28 Runs ausschied. Ihm folgte Glenn Phillips der in einer durch Williamson dominierten Partnerschaft über 68 Runs aus 37 Bällen selbst 18 Runs erzielte. Kurz darauf verlor auch Williamson nach einem Half-Century über 85 Runs sein Wicket und es waren James Neesham mit 13* Runs und Tim Seifert mit 8* Runs, die das Innings mit einer Vorgabe von 173 Runs beenden konnten. Bester Bowler für Australien war Josh Hazlewood mit 3 Wickets für 16 Runs. Australien begann mit David Warner und Kapitän Aaron Finch. Finch verlor früh nach 5 Runs sein Wicket und wurde durch Mitchell Marsh ersetzt. Warner und Marsh konnten daraufhin eine Partnerschaft über 92 Runs aus 59 Bällen ausbauen, bis Warner nach einem Fifty über 53 Runs sein Wicket verlor. Der hineinkommende Glenn Maxwell konnte dann zusammen mit Marsh das Spiel und somit das Turnier im vorletzten Over für Australien entscheiden. Marsh erzielte dabei 77* Runs und Maxwell 28. Bester Bowler für Neuseeland war Trent Boult mit 2 Wickets für 18 Runs. Als Spieler des Spiels wurde Mitchell Marsh ausgezeichnet.

## Statistiken

Ergebnis des T20 World Cup 2021:
Sieger
Finalist
Halbfinalteilnahme
In der Super 12 ausgeschieden
In der Vorrunde ausgeschieden
Keine Teilnahme

Die folgenden Cricketstatistiken wurden bei dem Turnier erzielt.
| Twenty20s         | Twenty20s   | Twenty20s | Twenty20s | Twenty20s | Twenty20s | Twenty20s | Twenty20s | Twenty20s |
| Batting           | Batting     | Batting   | Batting   | Batting   | Batting   | Batting   | Batting   | Batting   |
| Spieler           | Mannschaft  | Spiele    | Innings   | Runs      | Average   | HS        | 100s      | 50s       |
| ----------------- | ----------- | --------- | --------- | --------- | --------- | --------- | --------- | --------- |
| Barbar Azam       | Pakistan    | 6         | 6         | 303       | 60,60     | 70        | 0         | 4         |
| David Warner      | Australien  | 7         | 7         | 289       | 48,16     | 89*       | 0         | 3         |
| Mohammad Rizwan   | Pakistan    | 6         | 6         | 281       | 70,25     | 79*       | 0         | 3         |
| Jos Buttler       | England     | 6         | 6         | 269       | 89,66     | 101*      | 1         | 1         |
| Charith Asalanka  | Sri Lanka   | 6         | 6         | 231       | 46,20     | 80*       | 0         | 2         |
| Bowling           |             |           |           |           |           |           |           |           |
| Spieler           | Mannschaft  | Spiele    | Overs     | Wickets   | Average   | BBI       | 5W        | 10W       |
| Wanindu Hasaranga | Sri Lanka   | 8         | 30.0      | 16        | 9,75      | 3/9       | 0         | 0         |
| Adam Zampa        | Australien  | 7         | 27.0      | 13        | 12,07     | 5/19      | 1         | 0         |
| Trent Boult       | Neuseeland  | 7         | 27.4      | 13        | 13,30     | 3/17      | 0         | 0         |
| Shakib Al Hasan   | Bangladesch | 6         | 22.0      | 11        | 11,18     | 4/9       | 0         | 0         |
| Josh Hazlewood    | Australien  | 7         | 24.0      | 11        | 15,90     | 4/39      | 0         | 0         |